# Storia dell'automobilismo (1896)
Dopo che gli anni pionieristici avevano visto competizioni soprattutto negli Stati Uniti d'America e in Francia, che l'anno 1895 aveva visto anche la prima competizione sul territorio italiano, la storia dell'automobilismo nel 1896 registra un sempre più largo consenso alle competizioni anche nelle altre nazioni europee.

## L'annata 1896: diario e tabelle

### Il diario
| Gli avvenimenti 1896 | Gli avvenimenti 1896 |
| Mese                 | Avvenimento |
| -------------------- | --- |
| gennaio              | Sull'esempio di quanto fatto dai francesi, tanto i belgi quanto gli inglesi si adoperavano per avere un loro automobile club nazionale. Nel gennaio 1896 si costituivano l'Automobile Club del Belgio e il Motor Car Club inglese. Da entrambi ci si attendevano azioni per dare impulso all'automobilismo, agonistico e non. |
| aprile               | Prima corsa dell'anno, il 26 aprile, sui 48 chilometri da Bordeaux a Langon. Sette concorrenti al via, tutti alla guida di autovetture. La vittoria andava a Bord su Peugeot “vis-a-vis” a 4 posti, a circa 25 km/h di media. Nel corso della disputa di questa corsa Marly (Panhard & Levassor) era vittima di un incidente, accadutogli a Preignac: fortunatamente tutto si risolveva in qualche contusione al pilota e pochi danni alla vettura, che non era neppure costretta al ritiro. Si trattava tuttavia del primo incidente in cui qualcuno riportava ferite, sia pure di lieve entità. |
| maggio               | Primo raduno indetto dall'Automobile Club de France: il neonato Automobile Club organizzava la sua prima "gita/raduno" con destinazione Meulan, dove era previsto un ricco pranzo. All'appello rispondevano in 33, tra cui Gaston Menier, René De Knyff, Pierre Giffard, Gaston De Chasseloup-Laubat, André Michelin, Emile Roger, Georges Bouton, Albert De Dion, René Panhard, Ernst Archdeacon, Emile Levassor e Paul Meyan. Prima corsa a tappe: domenica 24 e lunedì 25 maggio, 7 veicoli (5 autovetture, 1 biciclo e 1 triciclo) si davano battaglia sul percorso Bordeaux-Agen-Bordeaux (286 km) Questa gara – alla quale erano ammessi soltanto veicoli mossi da motori a petrolio – poteva vantare almeno tre primati, e precisamente: 1. era la prima corsa automobilistica a tappe giornaliere (una tappa al giorno) 2. per la prima volta venivano creati “parchi chiusi” entro i quali dovevano essere parcheggiati i veicoli tra il termine della prima tappa e l'inizio della seconda 3. per la prima volta i veicoli partecipanti venivano ripartiti ufficialmente in “classi” a seconda del genere di veicolo (vetture, vetture “industriali” e motocicli). Inoltre, in occasione di questa prova debuttava in corsa il nuovo triciclo De Dion-Bouton, munito di motore monocilindrico a petrolio da 0,75 HP, un mezzo destinato a diffondersi rapidamente in tutta la Francia, di qui a fine secolo. La competizione era appannaggio di Bousquet, che, con la sua Peugeot a 2 posti, si aggiudicava entrambe le frazioni. Il 30 maggio in America si aveva un ennesimo tentativo di rivitalizzare l'automobilismo sportivo. A provarci era questa volta la rivista “Cosmopolitan race”, che indisse una corsa di 60 miglia dal City Hall Park di New York al Club Ardsley Country di Irvington e ritorno. Tuttavia anche in questa occasione le adesioni furono scarse ed i risultati deludenti: 6 vetture al “via”, una sola al traguardo finale. La vettura superstite, che ovviamente si aggiudicava la prova, era la bicilindrica Duryea condotta dal costruttore, J.Frank Duryea. Nel corso della gara, una donna, tale Evylyn Thomas, venne investita e ferita dalla vettura guidata da Henry Wells: si trattava della prima persona del pubblico ad essere ferita da una vettura impegnata in una competizione. |
| luglio               | Primo evento automobilistico in Belgio. Dal 9 al 12 luglio, a Spa, venivano organizzate diverse prove incentrate sul nuovo mezzo di locomozione: si andava dalle sfilate di automobili addobbate di fiori alle prove più marcatamente agonistiche. La manifestazione "clou" del meeting era costituita da una corsa "ad handicap" (la prima gara per auto con questa formula) che veniva vinta dal francese Albert Laumaillé su una Peugeot “vis-a-vis”. In occasione di questa corsa "ad handicap", si ebbe il primo cronometraggio con le frazioni di secondo (nella fattispecie cinque frazioni) Un premio speciale per i “tricicli” era assegnato ad Albert De Dion (unico a disporre di uno di questi veicoli), il quale peraltro otteneva velocità maggiori rispetto alle autovetture. Il giorno dopo si disputava un “concorso di dirigibilità” (cioè una sorta di gincana fra paletti mobili: anche qui si trattava della prima manifestazione automobilistica di questo tipo), vinto nuovamente da Laumaillé. |
| agosto               | Un solo avvenimento caratterizzava questo mese: la corsa francese Lyon-Lagnieu (50 km), singolarmente aperta, oltre che alle vetture ed ai tricicli a motore, anche ai ciclisti veri e propri. La migliore prestazione assoluta era quella del triciclo De Dion-Bouton di Collomb, che faceva meglio della prima tra le vetture, la Peugeot di Eldin. Si era dunque davanti alla prima vera vittoria di un triciclo De Dion-Bouton. |
| settembre            | Mese ricco di avvenimenti, settembre iniziava con la serie di corse sulla pista ippica di Narraganset Park (Providence (Rhode Island), Stati Uniti d'America). Da rilevare che si trattava delle prime corse automobilistiche a disputarsi su una pista-ippodromo (il termine inglese utilizzato per definire queste piste in terra battuta è “dirt track”). Altre due particolarità: la prima è che, per regolamento ogni vettura deve recare a bordo, oltre al pilota, un peso di almeno 155 libbre (75 kg), che può essere costituito da zavorra o dal peso di un passeggero; altra particolarità: poiché le corse in programma erano 5 (se ne disputeranno solo 3 causa il maltempo) per stilare la classifica finale si sarebbe tenuto conto della somma dei risultati e non della somma dei tempi Anche se ostacolate dal maltempo, queste prove riscuotevano un rilevante successo di pubblico, e mettevano in luce le doti delle vetture a propulsione elettrica, che si aggiudicavano tutte e tre le prove disputate, battendo le famose Duryea con motore a petrolio. Il primo premio andava alla Riker elettrica condotta da Andrew Lawrence Riker e C.H.Whiting. Rimarchevole la velocità, su 1 miglio, raggiunta dalla Riker: esattamente km/h 43,561, ovvero la più alta velocità finora cronometrata. Preceduta dalla Paris-Mantes-Paris (una sorta di prova obbligatoria di qualificazione per motocicli, che comunque era la prima corsa in assoluto ad essere riservata ai motocicli e nella quale si affermava Chevalier col suo triciclo De Dion-Bouton), tra il 24 settembre ed il 3 ottobre aveva luogo la grande corsa dell'anno, la Parigi-Marsiglia-Parigi, articolata in 10 tappe (1711 km complessivi). Alla grandiosa prova, meticolosamente organizzata, venivano ammessi veicoli di vario tipo, raggruppati però in classi e categorie ben precise, con classifiche separate: vetture a 2, 3, 4 posti e a più di 4 posti), motocicli fino a 150 kg (con pedali ausiliari e senza) e altri veicoli (in pratica i nuovi tricicli-tandem Léon Bollée, che non potevano rientrare tra le vetture, né tra i motocicli leggeri). Le iscrizioni raggiungevano il numero di 52, ma i partenti effettivi si riducevano a 31 (22 vetture, 5 motocicli e 4 tricicli-tandem). Scarsissima la rappresentanza dei veicoli a vapore (2 sole vetture De Dion-Bouton) e addirittura assente la propulsione elettrica. Tra i 29 veicoli con motore a petrolio si contavano 5 tricicli De Dion-Bouton, 4 vetture Panhard & Levassor, 4 tricicli-tandem Léon Bolle, 3 vetture Peugeot, 2 vetture Delahaye, 2 vetture Parisienne, 2 vetture Triouleyres e ancora 1 Amédée Bollée, 1 Fisson, 1 Landry et Beyroux, 1 Lebrun, 1 Rochet-Schneider, 1 Rossel, 1 Tissandier. Quanto ai piloti, spiccavano i nomi del Conte De Dion, di Doriot, di Levassor e di Mayade. La Parigi-Marsiglia-Parigi segnava il trionfo del motore a scoppio e dei mezzi leggeri, mentre le macchine a vapore mostravano nuovamente i loro limiti, ritirandosi quasi subito. La vittoria premiava Mayade, che disponeva della più recente realizzazione della Panhard & Levassor, una 4 cilindri da 8 hp, a più di 25 km all'ora di media. La vittoria di Mayade era più che meritata (aggiudicandosi oltretutto ben 6 tappe su 10) ma certamente la lotta per la vittoria avrebbe potuto essere più appassionante ed incerta se lo sfortunato Levassor non fosse rimasto vittima – nel corso della quarta tappa – di un serio incidente che lo faceva precipitare in classifica e lo costringeva a cedere la guida della sua Panhard & Levassor a D'Hostingue. Degli altri, meritavano una menzione Collomb (2 vittorie di tappa con il suo triciclo De Dion-Bouton) Berlet (1 vittoria di tappa con la vettura Peugeot) e Viet (nessuna vittoria di tappa ma molti ottimi piazzamenti che lo portavano addirittura in vetta alla classifica nella parte centrale della corsa). Nel complesso, la grande prova francese evidenziava le inimitabili qualità delle Panhard & Levassor, le ottime prestazioni delle Peugeot, delle Delahaye e delle Parisienne e, soprattutto, le strabilianti doti di velocità, resistenza e maneggevolezza dei leggeri e solo apparentemente delicati tricicli De Dion-Bouton. Da rimarcare infine la sempre maggiore diffusione degli pneumatici Michelin. |
| novembre             | Il 14 novembre le associazioni inglesi motoristiche indicevano una gara turistica da Londra a Brighton per festeggiare la abolizione delle vecchie severissime regole sulla circolazione (“Locomotive Acts”). Avversata dal maltempo, la gara – prevista come esclusivamente “turistica” – veniva trasformata da alcuni dei partecipanti in prova di velocità pura, con conseguente caos generale. Dei 32 partiti da Londra, 22 raggiungevano Brighton, ma il dato non diceva molto poiché pare addirittura che qualcuno abbia effettuato il percorso servendosi del treno o deviando dall'itinerario stabilito. Stando ai cronometri, il più veloce era stato Léon Bollée con uno dei suoi nuovi tricicli-tandem con motore da 3 hp. Questa manifestazione (la prima gara inglese) – nonostante le pecche organizzative, la approssimazione dei controlli ed alcuni incidenti – riusciva comunque a destare l'interesse di centinaia di migliaia di persone e quindi a propagandare l'automobilismo in Inghilterra, così come gli organizzatori si proponevano. |

### Le tabelle
| Le Corse 1896                        | Le Corse 1896 | Le Corse 1896 | Le Corse 1896 | Le Corse 1896 | Le Corse 1896 | Le Corse 1896 | Le Corse 1896 | Le Corse 1896 | Le Corse 1896 | |
| Corsa                                | Naz. | Ril. | Data | Percorso (km) | Pilota vincente | Vettura vincente | Tipo di propulsione | Tempo impiegato | Media (km/h) | |
| ------------------------------------ | --- | --- | --- | --- | --- | --- | --- | --- | --- | --- |
| Bordeaux-Langon                      | F | * | 26-04 | 48,000 | Bord Abel | Peugeot “vis-a-vis” | Petrolio | 01h55'00”- | 25,043 | |
| Bordeaux-Agen-Bordeaux               | F | ** | 24-05/25-05 | 286,000 | Bousquet Gaston | Peugeot | Petrolio | 10h56'00"- | 26,158 | |
| New York Cosmopolitan Race           | USA | ** | 30-05 | 96,500(a) | Duryea J.Frank | Duryea bicilindrica | Petrolio | 07h13'00”- | 13,371(a) | |
| Spa, corsa ad handicap               | B | * | 11-07 | 12,000 | De Dion Albert | De Dion-Bouton triciclo 0,75 hp | Petrolio | 00h23'19”- | 30.879 | |
| Spa, concorso dirigibilità (gincana) | B | * | 12-07 | N.D. | Laumaillé Albert | Peugeot “vis-a-vis” | Petrolio | N.D. | N.D. | |
| Lyon-Lagnieu                         | F | * | 02-08 | 50,000 | Collomb | De Dion-Bouton triciclo 0,75 hp | Petrolio | 01h29'00”- | 33,707 | |
| Providence, corse ippodromo(b)       | USA | * | 07-09/11-09 | 24,140(b) | Riker Andrew Lawrence/Whiting C.H. | Riker “phaeton” | Elettricità | 00h39'35”- | 36,591 | |
| Paris-Mantes-Paris (c)               | F | * | 20-09 | 103,000 | Chevalier | De Dion-Bouton triciclo 0,75 hp | Petrolio | 03h55'37”- | 26,229 | |
| Paris-Marseille-Paris                | F | *** | 24-09/03-10 | 1711,000 | Mayade Emile | Panhard & Levassor “phaeton”8hp | Petrolio | 67h42'58”- | 25,267 | |
| London-Brighton(d)                   | GB | * | 14-11 | 84,000(a) | Bollée Léon(e) | Léeon Bollée triciclo-tandem 3 hp(e) | Petrolio | 03h44'35”-(e) | 22,441(a)(e) | |
| Note                                 | (a) valori approssimativi;(b) tre corse, ciascuna da 5 miglia, con classifica finale per somma dei risultati (peraltro coincidente con la somma dei tempi);(c) gara riservata a bicicli e tricicli a motore (non ammesse le autovetture);(d) trattsi di concorso turistico, “trasformato” da alcuni concorrenti in prova di velocità;(e) classifica indicativa e non ufficiale (ved. Nota (d)) | (a) valori approssimativi;(b) tre corse, ciascuna da 5 miglia, con classifica finale per somma dei risultati (peraltro coincidente con la somma dei tempi);(c) gara riservata a bicicli e tricicli a motore (non ammesse le autovetture);(d) trattsi di concorso turistico, “trasformato” da alcuni concorrenti in prova di velocità;(e) classifica indicativa e non ufficiale (ved. Nota (d)) | (a) valori approssimativi;(b) tre corse, ciascuna da 5 miglia, con classifica finale per somma dei risultati (peraltro coincidente con la somma dei tempi);(c) gara riservata a bicicli e tricicli a motore (non ammesse le autovetture);(d) trattsi di concorso turistico, “trasformato” da alcuni concorrenti in prova di velocità;(e) classifica indicativa e non ufficiale (ved. Nota (d)) | (a) valori approssimativi;(b) tre corse, ciascuna da 5 miglia, con classifica finale per somma dei risultati (peraltro coincidente con la somma dei tempi);(c) gara riservata a bicicli e tricicli a motore (non ammesse le autovetture);(d) trattsi di concorso turistico, “trasformato” da alcuni concorrenti in prova di velocità;(e) classifica indicativa e non ufficiale (ved. Nota (d)) | (a) valori approssimativi;(b) tre corse, ciascuna da 5 miglia, con classifica finale per somma dei risultati (peraltro coincidente con la somma dei tempi);(c) gara riservata a bicicli e tricicli a motore (non ammesse le autovetture);(d) trattsi di concorso turistico, “trasformato” da alcuni concorrenti in prova di velocità;(e) classifica indicativa e non ufficiale (ved. Nota (d)) | (a) valori approssimativi;(b) tre corse, ciascuna da 5 miglia, con classifica finale per somma dei risultati (peraltro coincidente con la somma dei tempi);(c) gara riservata a bicicli e tricicli a motore (non ammesse le autovetture);(d) trattsi di concorso turistico, “trasformato” da alcuni concorrenti in prova di velocità;(e) classifica indicativa e non ufficiale (ved. Nota (d)) | (a) valori approssimativi;(b) tre corse, ciascuna da 5 miglia, con classifica finale per somma dei risultati (peraltro coincidente con la somma dei tempi);(c) gara riservata a bicicli e tricicli a motore (non ammesse le autovetture);(d) trattsi di concorso turistico, “trasformato” da alcuni concorrenti in prova di velocità;(e) classifica indicativa e non ufficiale (ved. Nota (d)) | (a) valori approssimativi;(b) tre corse, ciascuna da 5 miglia, con classifica finale per somma dei risultati (peraltro coincidente con la somma dei tempi);(c) gara riservata a bicicli e tricicli a motore (non ammesse le autovetture);(d) trattsi di concorso turistico, “trasformato” da alcuni concorrenti in prova di velocità;(e) classifica indicativa e non ufficiale (ved. Nota (d)) | (a) valori approssimativi;(b) tre corse, ciascuna da 5 miglia, con classifica finale per somma dei risultati (peraltro coincidente con la somma dei tempi);(c) gara riservata a bicicli e tricicli a motore (non ammesse le autovetture);(d) trattsi di concorso turistico, “trasformato” da alcuni concorrenti in prova di velocità;(e) classifica indicativa e non ufficiale (ved. Nota (d)) | (a) valori approssimativi;(b) tre corse, ciascuna da 5 miglia, con classifica finale per somma dei risultati (peraltro coincidente con la somma dei tempi);(c) gara riservata a bicicli e tricicli a motore (non ammesse le autovetture);(d) trattsi di concorso turistico, “trasformato” da alcuni concorrenti in prova di velocità;(e) classifica indicativa e non ufficiale (ved. Nota (d)) |

| Naturalmente, poiché questo sporto era agli albori, ancora non erano nati i “Grand Prix” e quindi non esisteva ancora alcuna “Formula” internazionale di corsa”. In generale, alle corse di questo 1896, come avvenuto nell'anno precedente, erano ammessi tutti i veicoli mossi da un qualsiasi sistema propulsivo che non fosse quello “animale”. Iniziavano tuttavia ad aversi le prime suddivisioni in categorie e classi. La prima e più ovvia distinzione si aveva tra vetture e motocicli, laddove questi ultimi erano identificati in veicoli di peso fino a 150 kg. Ma anche nell'ambito della categoria “vetture” si cominciavano ad operare ulteriori suddivisioni a seconda della portata delle stesse, individuata nel numero di posti: alla grande corsa dell'anno, la Paris-Marseille-Paris, le autovetture venivano infatti ripartite in due categorie, vetture a 2 o 4 posti e vetture da oltre 4 posti. Iniziavano anche ad indirsi gare riservate ai soli motocicli (ovvero, come s'è detto poc'anzi, ai veicoli di peso fino a 150 kg, cioè in pratica ai tricicli): la prima era la Paris-Mantes-Paris del 20 settembre. Qualche problema sorgeva, in Francia, per la classificazione del nuovo triciclo a due posti di Léon Bollée, che non poteva considerarsi “vettura” ma che eccedeva il peso-limite di 150 kg previsto per i “motocicli”; semplicistica e provvisoria la soluzione adottata dagli organizzatori della corsa, che creavano una speciale classe nella quale confluivano tutti i veicoli non rientranti nelle due categorie principali. In tema di regolamentazioni sportive, la gara Bordeaux-Agen-Bordeaux del 24 e 25 maggio presentava due interessanti novità: il frazionamento del percorso in tappe giornaliere (una tappa ogni giorno) e la istituzione di “parchi chiusi” entro i quali i concorrenti dovevano parcheggiare i veicoli (senza poter intervenire per riparazioni od altri interventi) tra il termine della prima tappa e l'inizio della seconda tappa. Entrambe queste “novità” regolamentari, venivano riproposte qualche mese dopo dagli organizzatori della grande Paris-Marseille-Paris, il cui percorso era suddiviso in 10 tappe. Curiosamente, il regolamento di questa grande gara a tappe prevedeva esplicitamente il divieto di recare scritte pubblicitarie sui veicoli, norma che verrà mantenuta negli anni successivi. |

| Il miglior pilota 1895            | Il miglior pilota 1895 |
| Pilota                            | Commento |
| --------------------------------- | --- |
| Emile Mayade (Panhard & Levassor) | Può essere considerato “Miglior pilota”in quanto vincitore della Paris-Marseille-Paris, la corsa di gran lunga più importante dell'anno |
| Merkel (Panhard & Levassor)       | Può essere considerato al posto d'onore in quanto secondo classificato nella Paris-Marseille-Paris                                      |

| Caratteristiche delle principali vetture da corsa 1896 | Caratteristiche delle principali vetture da corsa 1896 | Caratteristiche delle principali vetture da corsa 1896 | Caratteristiche delle principali vetture da corsa 1896 | Caratteristiche delle principali vetture da corsa 1896 | Caratteristiche delle principali vetture da corsa 1896 | Caratteristiche delle principali vetture da corsa 1896 | Caratteristiche delle principali vetture da corsa 1896 | Caratteristiche delle principali vetture da corsa 1896 | Caratteristiche delle principali vetture da corsa 1896 | Caratteristiche delle principali vetture da corsa 1896 |
| ------------------------------------------------------ | ------------------------------------------------------ | ------------------------------------------------------ | ------------------------------------------------------ | ------------------------------------------------------ | ------------------------------------------------------ | ------------------------------------------------------ | ------------------------------------------------------ | ------------------------------------------------------ | --- | ------------------------------------------------------ |
| Marca                                                  | Nazione                                                | Modello                                                | Numero cilindri                                        | Cilindrata cmc                                         | Potenza max hp                                         | Giri/min                                               | Peso Kg                                                | Vel.max km/h                                           | Note |                                                        |
| Amédée Bollée                                          | F                                                      | 6 HP                                                   | 2 orizzontali                                          | 2268 (95x160)                                          | 6 hp                                                   | ---                                                    | ---                                                    | ---                                                    | Motore con valvole d'aspirazione automatiche, raffreddato ad aria; accensione a tubo incandescente; cambio a 3 rapporti; trasmissione a cinghia; comando sterzo mediante volante; telaio in acciaio. |                                                        |
| De Dion-Bouton                                         | F                                                      | triciclo                                               | 1 cilindro                                             | 172 (56x70)                                            | 0,75 hp                                                | 1400                                                   | 75                                                     | ---                                                    | Motore raffreddato ad aria; accensione elettrica (una bobina, alimentata da accumulatori, produce la scintilla che infiamma la miscela); telaio in tubi d'acciaio rinforzati; due freni: uno, di tipo ciclistico, agente sulla ruota anteriore ed un secondo che agisce su un tamburo calettato all'asse posteriore; il triciclo è dotato di pedali ausiliari che agiscono solo per la marcia in avanti e che si disinseriscono automaticamente una volta raggiunta una certa velocità |                                                        |
| Delahaye                                               | F                                                      | 6 HP                                                   | 2 orizzontali                                          | 2.513 (100x160)                                        | 6 hp                                                   | 500 giri                                               | ---                                                    | ---                                                    | Motore posteriore raffreddato ad acqua (con pompa); accensione elettrica; trasmissione a cinghie (e catene alle ruote); ruote a raggi, in legno; telaio in tubi di acciaio |                                                        |
| Electric MotorWagon                                    | USA                                                    | Electrobat                                             | Elettrica                                              | ---                                                    | 3 hp                                                   | ---                                                    | 750 circa                                              | oltre 30                                               | Trattasi della "Electrobat" mod. 1895 la cui casa costruttrice ha mutato denominazione, da Morris & Salom in Electric Motor Wagon; due motori elettrici Lundell da 1.100 Watts caduno (azionanti l'assale anteriore) alimentati da 18 accumulatori della Electric Storage Battery; passo cm 125; carreggiata anteriore cm 112, posteriore cm 92; ruote a raggi in legno (le ruote anteriori di maggior diametro rispetto alle posteriori); vettura munita di pneumatici                |                                                        |
| Fisson-Benz                                            | F-D                                                    | 4,5 HP                                                 | ---                                                    | ---                                                    | 4,5 hp                                                 | ---                                                    | ---                                                    | ---                                                    | Motore Benz |                                                        |
| Landry et Beyroux                                      | F                                                      | 5,5 HP                                                 | 1 verticale                                            | ---                                                    | 5,5 hp                                                 | ---                                                    | ---                                                    | ---                                                    | Motore posteriore; cambio a 3 rapporti; trasmissione a doppia catena |                                                        |
| Lebrun-Daimler                                         | F-D                                                    | 4 HP                                                   | 2 a V                                                  | ---                                                    | ---                                                    | ---                                                    | ---                                                    | ---                                                    | Motore Daimler posteriore |                                                        |
| Léon Bollée                                            | F                                                      | tri/tandem                                             | 1 orizzontale                                          | 641 (75x145)                                           | 3 hp                                                   | 750                                                    | 175                                                    | ---                                                    | Motore con valvola d'aspirazione automatica, raffreddato ad aria; accensione a tubo incandescente; cambio a 3 rapporti; trasmissione a cinghia; telaio in tubo d'acciaio (che regge i due seggiolini); ruota motrice posteriore; due ruote direttrici anteriori; pneumatici Michelin; assenza di sospensioni; 2 posti |                                                        |
| Panhard & Levassor                                     | F                                                      | 8HP-omnibus                                            | 2 verticali                                            | ---                                                    | 8 hp                                                   | ---                                                    | ---                                                    | ---                                                    | Motore anteriore Phenix; trasmissione a catene laterali; gomme piene; carrozzeria tipo “omnibus” a 6 posti |                                                        |
| Panhard & Levassor                                     | F                                                      | 8 HP                                                   | 4 vert.in linea                                        | 2.413 (80x120)                                         | 8 hp                                                   | 800                                                    | ---                                                    | ---                                                    | Motore anteriore Phenix; accensione a tubo di platino; carburatore del tipo “a livello costante”; frizione a cono di cuoio; cambio a 4 rapporti, ad ingranaggi scorrevoli; trasmissione a catene laterali; telaio in legno rinforzato; gomme piene |                                                        |
| Parisienne-Benz                                        | F-D                                                    | 4,5 HP                                                 | 1 orizzontale                                          | 2.916 (150x165)                                        | 4,5 hp                                                 | ---                                                    | ---                                                    | ---                                                    | Motore Benz |                                                        |
| Peugeot                                                | F                                                      | 4 HP                                                   | 2 orizzontali                                          | 1.396 (84x126)                                         | 4 hp                                                   | ---                                                    | ---                                                    | ---                                                    | Accensione a tubo di platino; frizione a cono di cuoio; cambio a 4 rapporti; trasmissione a catene laterali; pneumatici Michelin |                                                        |
| Riker                                                  | USA                                                    | Phaeton                                                | Elettrica                                              | ---                                                    | ---                                                    | 850                                                    | ---                                                    | ---                                                    | Motore elettrico di 2200 Watts alimentato da 32 elementi al cloruro di piombo; vettura phaeton a 2 posti; autonomia circa 65 chilometri (4 ore a 16 km/h); comando dell'acceleratore tramite una specie di “volante” posto sul lato sinistro |                                                        |
| Rochet-Schneider                                       | F                                                      | 5 HP                                                   | 1 orizzontale                                          | ---                                                    | 5 hp                                                   | ---                                                    | ---                                                    | ---                                                    | Trasmissione a cinghia |                                                        |
| Trioukleyres-Benz                                      | F-D                                                    | 4,5 HP                                                 | 1 orizzontale                                          | ---                                                    | 4,5 hp                                                 | ---                                                    | ---                                                    | ---                                                    | Motore Benz posteriore; trasmissione a cinghie (catene alla ruote) |                                                        |

| In assenza di record ufficialmente riconosciuti, non resta che elencare le velocità medie orarie più elevate raggiunte in tre diverse “specialità”, ovvero, a) su pista (ippodromo, termine inglese normalmente utilizzato “dirt track”), b) su strada su lunga distanza (oltre 100 km) e c) su strada su breve distanza (fino a 100 km) Nel caso della pista ippica, i soli dati sono quelli rilevati nel corso delle corse statunitensi svoltesi a Providence: sulla distanza di 1 miglio (lanciato) la più elevata velocità cronometrata è risultata quella della vettura elettrica Riker, molto probabilmente condotta dal costruttore Andrew Lawrence Riker., con km/h 43,561 (2'13” per percorrere mt 1609,34) Per quanto concerne le corse su strada su lunga distanza, la migliore prestazione è quella ottenuta da Emile Mayade, alla guida della Panhard & Levassor 4 cilindri (cilindrata 2,4 litri e potenza 8 HP) nella 5º tappa (Avignon-Marseille), dove percorre 101 km in 3h06'13” alla bella media di km/h 32,542 Su distanze inferiori, la più elevata velocità è da attribuire a Collomb, vincitore, con il triciclo De Dion Bouton, della Lyon-Lagnieu (50 km a 33,707 di media oraria) |

## Approfondimenti

### Si moltiplicano i Club automobilistici

#### Il Motor Car Club in Gran Bretagna
La costituzione, nel novembre del 1895, dell'Automobile Club de France, fa sentire i suoi effetti anche nel resto d'Europa. Nel gennaio 1896 infatti nascono il Motor Car Club (Gran Bretagna) e l'Automobile Club del Belgio. Il Motor Car Club ha sede a Londra e viene registrata come “società a responsabilità limitata”, avente lo scopo statutario di favorire lo sviluppo complessivo della locomozione automobilistica e di operare per ottenere modifiche legislative atte a liberalizzare la circolazione dei veicoli a motore, ancora regolata da norme arcaiche. Presidente del Motor Car Club è nominato Harry J. Laxson.

#### L'Automobile Club del Belgio
L'Automobile Club del Belgio viene fondato, nel gennaio 1896, in quel di Bruxelles, sotto l'alta protezione di un Comitato composto da nove personaggi di spicco: il Conte François van der Straten-Ponthoz (Presidente della Società centrale di agricoltori del Belgio), il Generale Conte Adrien d'Oultremont, il Visconte Albert de Conghe, il Barone Eugène de Mevius (Consigliere provinciale), Gustave de Savoye, Léon-Lambert de Rothschild, Charles Buls (Borgomastro di Bruxelles), Maggiore Cavaliere Gaston Hynderick e Conte Leopold van den Steen de Jehay. Gli scopi che il Club si prefigge sono analoghi a quelli dell'Automobile Club de France: organizzare corse, concorsi, esposizioni, conferenze, congressi, ecc. e di procurare ai suoi membri privilegi, riduzioni e, in una parola, tutti i vantaggi che la qualifica di membri dell'Automobile Club potrà far loro ottenere.
Presidente viene nominato il Conte Francois Van Der Straten-Ponthoz, mentre Primo segretario è il Conte Fernand De Villegas de Saint Pierre.

### Un ghiotto annuncio
Le prime ghiotte notizie prettamente sportive di questo 1896 arrivano, manco a dirlo, dalla Francia: in febbraio, l'A.C. de France – che già ha superato il bel traguardo dei 500 membri aderenti – preannuncia l'intenzione di organizzare, per l'estate, una grande corsa di 1.700 chilometri da Paris a Marseille e ritorno, da disputarsi a tappe di 150/200 chilometri al giorno. Dalla Commissione all'uopo costituita, trapelano alcune delle principali norme del regolamento che reggerà la manifestazione: le automobili saranno divise in due serie, una per le vetture a due o quattro posti, l'altra per le vetture e più di quattro posti, alla gara saranno ammessi i bicicli ed i tricicli, mentre il monte-premi sarà frutto di sottoscrizione.
| Bordeaux-Langon 1896 |                                                                                              |
| Codice | 00010.1896                                                                                   |
| Nazione | Francia                                                                                      |
| Località | Bordeaux (Boulevard de Talence)                                                              |
| Data | domenica 26 aprile 1896                                                                      |
| Tipo gara | corsa di velocità su strada                                                                  |
| Percorso | Bordeaux (Boulevard de Talence)-Langon                                                       |
| Veicoli ammessi | automobili in genere, condotte dai proprietari (che debbono risiedere a Bordeaux e dintorni) |
| Partiti | 7 (a petrolio)                                                                               |
| Arrivati | 6 (a petrolio)                                                                               |
| Ritirati | 1 (a petrolio)                                                                               |
| Incidenti: - A Preignac, Marly (Panhard & Levassor) è vittima di un incidente che si risolve tuttavia con qualche contusione al pilota e pochi danni alla vettura, che è in grado di continuare la corsa |                                                                                              |
| Classifica generale assoluta: 1. Bord Abel [Peugeot, Vis-a-vis 4 posti, a petrolio] 1 ora 55'00", media 25,043 km/h 2. Juhel-Renoy F. [Panhard & Levassor, 4 posti, a petrolio] 2 ore 09'00” (distacco 14'00”) 3. Laffitte [Panhard & Levassor, 4 posti, a petrolio] 2 ore 10'30” (distacco 15'30”) 4. Marly [Panhard & Levassor, 4 posti, a petrolio] 2 ore 35'00” (distacco 40'00”) 5. Ollivier [Peugeot, 4 posti, a petrolio] 2 ore 40'00” (distacco 45'00”) 6. Legendre Paul [Panhard & Levassor, a petrolio] 3 ore 03'00” (distacco 1ora 08'00”) |                                                                                              |
| Ritiri e cause: - Duthuron D'Uzeste [Peugeot, 4 posti, a petrolio] : per avaria meccanica imprecisata |                                                                                              |

| Bordeaux-Agen-Bordeaux 1896 | |
| Codice | 00011.1896 |
| Nazione | Francia |
| Località | Bordeaux (Avenue Carnot) |
| Data | domenica 24 e lunedì 25 maggio 1896 |
| Tipo gara | corsa di velocità su strada, in due tappe |
| Percorso | Prima tappa:Bordeaux, Langon, Marmande, Tonneins, Agen, di km 143,000 Seconda tappa:Agen, Tonneins, Marmande, Langon,Bordeaux, di km 143,000 Per un totale di km 286,000 |
| Veicoli ammessi veicoli muniti di motore a petrolio, ripartiti in tre categorie: - vetture automobili - vetture automobili “industriali” - motocicli a motore (bicicli e tricicli) | |
| Partiti | 7 (a petrolio) |
| Arrivati | 5 (a petrolio) |
| Ritirati | 2 (a petrolio) |
| Classifica generale assoluta: 1. (n 4) Bousquet Gaston [Peugeot, 2 posti, a petrolio] 10 ore 56'00", media km/h 26,158 2. (n 6) Michelin André [Panhard & Levassor, 2 posti, a petrolio] tempo N.D. (distacco superiore ad 1 ora) Seguono altri 3 concorrenti, per i quali, non essendo stati diffusi i tempi ottenuti nelle due frazioni, non è possibile specificare la posizione di classifica: eccoli elencati in ordine alfabetico: - (n 2) Duthuron D'Uzeste [Peugeot,4 posti, a petrolio] - (n 8) Laffitte [Panhard & Levassor, 4 posti, a petrolio] - (n 18) Gaillardet [De Dion-Bouton, triciclo 1 posto, a petrolio] | |
| Classifica prima tappa: 1. (n 4) Bousquet Gaston, 5 ore 19'00”, media km/h 26,896 2. (n 6) Michelin André, tempo N.D. 3. (n 18) Gaillardet, tempo N.D. 4. (n 2) Duthuron D'Uzeste, tempo N.D. 5. (n 8) Laffitte, tempo N.D. 6. (n 10) Lotz, tempo N.D. | |
| Classifica seconda tappa: 1. (n 4) Bousquet Gaston, 5 ore 37'00”, media km/h 25,459 2. (n 6) Michelin André, tempo N.D. 3. (n 2) Duthuron D'Uzeste, tempo N.D. 4. (n 8) Laffitte, tempo N.D. 5. (n 18) Gaillardet, tempo N.D. | |
| Ritiri e cause: - (n 12) Bord Abel [Peugeot, vis s vis 4 posti, a petrolio] nel corso della prima tappa, per avaria imprecisata - (n 10) Lotz [Hildebrand-Wolfmuller, biciclo 1 posto, a petrolio] nel corso della seconda tappa, per causa imprecisata | |

### Le due gare di Bordeaux
Il mondo automobilistico francese, nell'attesa di conoscere maggiori dettagli circa la grande corsa Paris-Marseille-Paris, ha di che consolarsi grazie a due corse che vengono indette a Bordeaux nel giro di un mese, tra la fine di aprile e quella di maggio.

#### Bordeaux-Langon
La prima è indetta dal ”Comitato delle corse automobilistiche di Bordeaux” per domenica 26 aprile: la prova, lungo i 48 chilometri da Bordeaux a Langon, è riservata ai proprietari di automobili residenti a Bordeaux e dintorni.
Alle 7 e mezza del mattino, il Boulevard de Talence, dove si trova la linea di partenza, nereggia di pubblico: la stragrande maggioranza di spettatori giunge sul posto a piedi o in bicicletta, anche se non manca qualcuno che coglie l'occasione per sfoggiare la propria automobile. Nel frattempo giungono i concorrenti, sette in tutto. Alle 8 precise viene dato il segnale di partenza alle sette macchine, che partono praticamente tutte assieme.
La testa viene presa immediatamente dalla Panhard & Levassor di Marly, inseguita da quella di Laffitte; a seguire, più staccati. Juhel-Renoy (Panhard & Levassor), Ollivier (Peugeot), Bord (Peugeot) e Legendre (Panhard & Levassor). A circa 23 chilometri dalla partenza – quindi in pratica a metà percorso – Bord, ritardato nelle fasi iniziali da noie alla carburazione, raggiunge e sorpassa Ollivier e Laffitte (che è a sua volta in difficoltà per capricci dell'accensione) e si getta all'inseguimento di Marly. Scatenato, Bord raggiunge anche Marly, lo supera, e giunge a Langon vittorioso.
Da osservare che a Preignac, Marly, subito dopo aver perso la prima posizione, è vittima di un incidente che si risolve peraltro positivamente per il pilota: solo qualche contusione. Oltretutto, malgrado l'incidente, Marly riprenderà la gara e riuscirà a classificarsi al 4º posto della graduatoria.

#### Bordeaux-Agen-Bordeaux
Quattro settimane dopo, è la volta del Touring Club de France, che organizza la sua gara in due tappe (286 chilometri in tutto, da Bordeaux ad Agen e ritorno) domenica 24 e lunedì 25 maggio.
I punti più interessanti del regolamento sono quelli che impongono che i veicoli siano mossi esclusivamente da motori a petrolio, che alla guida di ciascun veicolo sia sempre la stessa persona, che i veicoli siano muniti di segnali acustici (trombe od altri congegni). Quanto alle eventuali riparazioni, è previsto che si possano effettuare soltanto durante la corsa, ma non durante la sosta al parco chiuso di Agen dove viene allestito il parco chiuso entro il quale dovranno essere ricoverati i veicoli al termine della prima tappa.
Tre le categorie di veicoli previste: le vetture automobili, i motocicli e le misteriose “vetture automobili industriali” (di cui non si troverà traccia in gara). Alla partenza si presentano 7 concorrenti: 5 vetture (3 Peugeot e2 Panhard & Levassor) un triciclo De Dion-Bouton ed un biciclo Hildebrand-Wolfmuller.
Il veicolo che desta il maggiore interesse è senza dubbio il triciclo De Dion-Bouton: si tratta di un veicolo, brevettato il 25 ottobre 1894, messo in commercio da pochi mesi. Trattandosi della sua prima uscita in gara, tutti cercano di conoscerne le principali caratteristiche, che sono davvero interessanti (motore a petrolio di 172 cm³ erogante circa ¾ di cavallo e ruotante a 1000 giri al minuto, telaio in tubi d'acciaio, ruote a raggi metallici munite di pneumatici Michelin appositamente studiati, peso di soli 75 kg).
Le partenze vengono date, dall'Avenue Carnot di Bordeaux, secondo l'ordine determinato dal numero assegnato per la gara, a partire dalle 8:59, di due minuti in due minuti. Fin dalle prime battute, il più veloce sembra essere Bousquet il quale, con la sua Peugeot, raggiunge quasi subito quella di Duthuron D'Uzeste, partito due minuti prima di lui. Al posto di controllo di Langon, la situazione è questa: 1º Bousquet, con ampio margine sulla Panhard & Levassor di A.Michelin, a sua volta tallonato dal biciclo Hildebrand-Wolfmuller di Lotz. Quarta la Peugeot di Duthuron D'Uzeste.
Fortemente attardato per noie meccaniche alla sua Peugeot è invece Bord, il recente vincitore della Bordeaux-Langon, che alla fine sarà costretto al ritiro.
All'arrivo ad Agen, sede di tappa, la situazione è leggermente mutata a causa del forte recupero di Gaillardet con il triciclo De Dion Bouton.
Dopo 143 chilometri di corsa, la situazione di classifica è questa:
1. Bousquet (Peugeot) in 5 ore e 19 minuti (km/h 26,896)
2. A. Michelin (Panhard & Levassor)
3. Gaillardet (triciclo De Dion-Bouton)
4. Duthuron D'Uzeste (Peugeot)
5. Laffitte (Panhard & Levassor)
6. (ed ultimo) Lotz (biciclo Hildebrand-Wolfmuller).

Lunedì 25, alle 9 e un quarto, iniziano le partenze per la tappa di ritorno a Bordeaux. I concorrenti ancora in gara, vengono fatti partire, sempre con intervallo di due minuti tra l'uno e l'altro, secondo l'ordine di arrivo della prima tappa, per cui il primo ad avviarsi è Bousquet, seguito dagli altri cinque superstiti. Bousquet conduce indisturbato dal primo all'ultimo metro, aggiudicandosi così la corsa, con sensibile vantaggio su tutti gli altri. In questa seconda frazione, comunque, la Panhard di Michelin si conferma al posto d'onore.
La classifica finale, compilata per somma dei tempi, vede dunque al primo posto Bousquet su Peugeot con il tempo di 10 ore e 56 minuti (media 26,158 km/h) ed al secondo A. Michelin su Panhard & Levassor, staccato di un'ora abbondante. Ritirato Lotz col biciclo, per gli altri tre concorrenti che raggiungeranno regolarmente Bordeaux (Duthuron D'Uzeste, Laffitte e Gaillardet) non sarà possibile determinare le posizioni di classifica, perché gli organizzatori non comunicheranno i rispettivi tempi complessivi di percorrenza.
La manifestazione, che ha avuto un buon successo, si è dimostrata interessante anche sotto il profilo tecnico: ben tre vetture (quelle di Bord, Michelin e Laffitte), per esempio, montavano gli pneumatici Michelin, al pari del triciclo De Dion-Bouton. Tre di questi quattro veicoli portavano a termine la prova, mentre il quarto (la Peugeot di Bord) si ritirava per avaria meccanica del tutto indipendente dall'adozione degli pneumatici, che ormai stanno cominciando a diffondersi.

### Un veicolo eccezionale: il triciclo leggero De Dion Bouton
Brevettato il 25 ottobre 1894 ma messo in vendita tra la fine del 1895 e l'inizio del 1896, il triciclo De Dion Bouton è un veicolo che raggiungerà presto una grandissima popolarità (e non solo nel suo paese d'origine, la Francia) e che avrà anche parecchi imitatori. Si tratta di un triciclo con motore a petrolio/benzina e telaio in tubi d'acciaio rinforzati. Il serbatoio del carburante (che comprende il carburatore) è situato sotto il sellino. Molto interessante il sistema di accensione, di tipo elettrico: una bobina, alimentata da accumulatori, produce la scintilla elettrica necessaria per infiammare la miscela. Il peso del triciclo si aggira attorno ai 75 kg. La stabilità del veicolo è assicurata dal basso centro di gravità. Le ruote (a raggi tangenti metallici) sono munite di pneumatici Michelin appositamente studiati. I pedali agiscono solo per la marcia in avanti e la loro azione si disinserisce automaticamente allorché il motore imprime al veicolo una velocità elevata. Il motore è monocilindrico a 4 tempi, raffreddato ad aria, ad elevata velocità di rotazione (si parla di un massimo di oltre 1.000 giri al minuto). La potenza massima erogata si colloca attorno ai ¾ di cavallo. La cilindrata è di 172 cm³ (alesaggio mm 56 e corsa mm 70). Il triciclo è munito di un efficace sistema frenante: un freno di tipo normale (ciclistico) sulla ruota anteriore ed un secondo freno agente su un tamburo calettato sull'asse delle ruote posteriori.

### La Cosmopolitan Race a New York
| Cosmopolitan Race 1896 | |
| Codice | 00012.1896 |
| Nazione | Stati Uniti d'America |
| Località | New York (City Hall Park) |
| Data | sabato 30 maggio 1896 |
| Tipo gara | corsa di velocità su strada |
| Percorso | New York (City Hall Park), Broadway, Kingsbridge, Yonkers, Hastings, Irvington sull'Hudson (Club Ardsley Country), Hastings, Yonkers, Kingsbridge, Broadway, New York (City Hall Park) per complessivi km 96,500 (a) |
| Veicoli ammessi | qualsiasi mezzo con trazione non animale |
| Partiti | 6 (a petrolio) |
| Arrivati | 1 (a petrolio) |
| Ritirati | 5 (a petrolio) |
| Incidenti: - una donna in bicicletta, Evylyn Thomas, viene investita e ferita dalla vettura guidata da Henry Wells. | |
| Classifica generale assoluta: 1. Duryea J.Frank [Duryea, bicilindrica] 7 ore 13'00”, media km/h 13,371 (a) | |
| Ritiri e cause: - Carlos Booth - Booth - Roger Benz - Charles Duryea - Duryea - Henry Wells - Duryea - no - Duryea - no - Armstrong - È appurato soltanto che hanno abbandonato la corsa 3 vetture Duryea, 1 vettura Armstrong ed 1 vettura Booth-Roger-Benz (pilotata da Carlos C.Booth); quanto ai motivi dei ritiri, di certo si sa che una vettura ha dovuto abbandonare dopo la perdita di una ruota e che una seconda ha avuto problemi di trasmissione (catena) | |
| Note: (a) La lunghezza del percorso e, conseguentemente, la velocità media realizzata, sono valori approssimativi | |

Malgrado la buona volontà di qualche intraprendente organizzatore e di uno sparuto gruppo di coraggiosi concorrenti, negli Stati Uniti d'America lo sviluppo della locomozione meccanica, anche sotto l'aspetto agonistico/sportivo, continua a non essere neppure lontanamente paragonabile a quello raggiunto in Europa, e particolarmente in Francia. Questa inferiorità, già manifestatasi l'anno prima, il 1895, in occasione delle corse di Chicago, ha una ennesima conferma il 30 maggio 1896, giorno in cui si disputa a New York, e dintorni, una corsa che si risolve in un fiasco pressoché totale.
Patrocinata dalla rivista “Cosmopolitan”, questa gara conta 28 iscrizioni ma 6 sole partecipazioni effettive. Il percorso, scelto da John Brisbane Walker – direttore del giornale patrocinatore – è il seguente: dal City Hall Park di New York al Club Ardsley Country di Irvington e ritorno, 60 miglia in tutto. Sabato 30 maggio, festa del Memorial Day, si presentano al punto di partenza 7 vetture, tra le quali la stessa Duryea che si aggiudicò la Corsa di Chicago il 28 novembre 1895: quest'ultima è costretta a rinunciare alla corsa per una improvvisa avaria, sopravvenuta qualche minuto prima del via, cosicché a mezzogiorno in punto – ora di inizio – si avviano, tra due ali di folla curiosa e stupita, soltanto sei vetture. Sono in lizza ben 4 Duryea, 1 Armstrong e 1 Booth-Roger con motore Benz. Il regolamento della manifestazione prevede l'assegnazione di punteggi: 35 punti andranno alla vettura più veloce, 30 a quella giudicata di più semplice costruzione, 25 a quella più comoda e sicura, 10 alla meno costosa. Il monte-premi è di 3000 dollari.
Nei primi chilometri di corsa, dovendo attraversare la città, i concorrenti procedono a velocità prudenziale, ma poi lanciano i propri mezzi al massimo. Presto, però, si verifica un serio incidente: la vettura di Henry Wells sfugge al controllo del pilota e, dopo aver zigzagato paurosamente, viene a collisione con una bicicletta montata da una donna, tale Evelyn Thomas: la poveretta cade a terra priva di sensi e viene immediatamente soccorsa e trasportata all'ospedale, ove viene ricoverata per le ferite riportate (fra cui la frattura di una gamba). Henry Wells, scosso, abbandona la guida, che cede ad altro pilota. Al posto di controllo di Kingsbridge, prima a transitare, alle 13:05, è la Duryea numero 1 di J. Frank Duryea, seguita da un'altra macchina della stessa marca a qualche centinaio di metri: molto più distanziate giungono, alla spicciolata, le altre vetture.
Un altro spettacolare incidente, stavolta senza conseguenze per le persone, si ha nella discesa di Yonkers, allorché una macchina perde una ruota in velocità, ritirandosi. Com'è ovvio, dopo la discesa i concorrenti si trovano a dover affrontare la salita: e sono dolori, in quanto le vetture non riescono proprio a superare il dislivello con i propri mezzi e gli occupanti, volenti o nolenti, sono costretti a lavorare duramente di braccia per spingere i rispettivi veicoli. La località di Irvington (a metà percorso) viene raggiunta dalla prima vettura (una Duryea) alle 15:15, tallonata da una seconda Duryea. Sparite dalla scena la Armstrong, la Booth e due delle quattro Duryea, restano in gara soltanto due vetture (entrambe Duryea) che procedono quasi appaiate. Negli ultimi chilometri, però, una delle due vetture superstiti è a sua volta costretta al ritiro, cosicché la vittoria non può che andare al solo concorrente che riesce a portare a compimento l'intero tragitto, J. Frank Duryea, che si arresta al City Hall Park di New York alle 19 e 13, e che intascherà l'intero monte premi.
Le 60 miglia del percorso sono state dunque coperte dal… “vincitore” in 7 ore e 13 minuti, a poco più di 13 chilometri orari di media. Pochi giorni dopo, un giornale americano pubblicherà, a proposito della corsa, alcune rime di sapore umoristico. Questa la traduzione in italiano:
 Sei carrozze senza cavalli, iniziano una corsa, una ruota si stacca da una, e allora ne restano cinque; cinque carrozze senza cavalli corrono ancora, ad una scappa la catena, e allora ne rimangono quattro; quattro carrozze senza cavalli corrono allegramente, una si scontra con una bicicletta, e allora ne restano tre; tra carrozze senza cavalli affrontano una salita, la salita è molto dura ed i piloti devono darsi da fare a spingere a braccia, cosicché il percorso da City Hall ad Irvington, per il premio di 3000 dollari, offerto da un giornale, non viene ultimato nel tempo che si sarebbe potuto ottenere se quella salita non ci fosse stata.

### La "Riunione" di Spa

#### La corsa "ad handicap"
| Spa: corsa ad handicap 1896 |                                                                     |
| Codice | 00013.1896                                                          |
| Nazione | Belgio                                                              |
| Località | Spa                                                                 |
| Data | sabato 11 luglio 1896                                               |
| Tipo gara | corsa di velocità con “handicap”                                    |
| Percorso | A Spa, per complessivi km 12,000                                    |
| Veicoli ammessi | vetture automobili (I categoria) e tricicli a motore (II categoria) |
| Partiti | 8 (a petrolio), di cui 7 della I categoria ed 1 della II categoria  |
| Arrivati | 7 (a petrolio), di cui 6 della I categoria e 1 della II categoria   |
| Ritirati | 1 (a petrolio), appartenente alla I categoria                       |
| Curiosità e primati: - prima manifestazione agonistica motoristica Belga - prima corsa in assoluto disputata con la formula dell'”handicap” - prima corsa il cui cronometraggio è effettuato al “quinto di secondo” |                                                                     |
| Classifica generale assoluta: 1. De Dion Albert - De Dion-Bouton, triciclo 1 posto, a petrolio - 23'19" (valore handicap N.D.) media 30,879 km/h 2. Laumaillé Albert - Peugeot, vis-a-vis 4 posti, a petrolio - 24'58" 2/5 (con handicap= 26'22"2/5) 3. Rossel Edouard - Rossel, vis-a-vis 4 posti, a petrolio - 25'59"1/5 (con handicap= 26'59"1/5) 4. Duquesne Georges - Peugeot, duc 2 posti, a petrolio - 28'17"4/5 (scratch) 5. Craninckx Charles - Benz, due 2 posti, a petrolio - 30'47"1/5 (con handicap= 32'47"1/5) 6. De Zuylen - Peugeot, Victoria 4 posti, a petrolio - 30'57"00 (con handicap 34'17"-) 7. Wierboom - Panhard & Levassor, 2 posti, a petrolio - tempo N.D. |                                                                     |
| Classifica per categoria: - categoria I (vetture automobili) : 1º Laumaillé, (media 28,831 km/h), 2º Rossel, 3º Duquesne, 4º Craninckx, 5º Wierboom - categoria II (tricicli a motore): 1º De Dion (media 30,879 km/h) |                                                                     |
| Ritiri e cause: - Vivinus [Benz, 4 posti, a petrolio] per causa imprecisata |                                                                     |

Un notevole successo di pubblico arride alla “Riunione” di Spa, la prima manifestazione automobilistica di un certo rilievo organizzata in Belgio.
Dal 9 al 12 luglio, più di 5.000 persone – tra le quali la regina Maria Enrichetta, la principessa Clementina e il principe Alberto – assistono alle varie prove in programma, che vanno dalla sfilata di automobili addobbate di fiori alle prove più marcatamente agonistiche. L'onore del “primo evento sportivo automobilistico Belga” va dunque a questa Riunione, grazie anche alla mancata disputa, per mancanza di un sufficiente numero di iscrizioni, di una corsa tra Parigi e Spa che era stata preannunciata nella scorsa primavera. Al “meeting” di Spa si iscrivono 9 concorrenti, 8 con vetture ed 1 con un triciclo; si tratta di 3 Peugeot (De Zuylen, Duquesne, Laumaillé), 3 Benz (Craninckx, Faus, Vivinus), 1 Panhard & Levassor (Wierboom), 1 Rossel (Rossel) ed 1 triciclo De Dion Bouton (mezzo di proprietà del Barone De Zuylen, ma portato in gara da Albert De Dion).Da segnalare, nei giorni precedenti la “riunione”, la bella prestazione del Barone Duquesne e del sig. Laumaillé, giunti – da Monaco il primo, da Nizza il secondo – alla guida delle rispettive vetture (entrambe di marca Peugeot). E veniamo alla manifestazione “clou” , la gara “ad handicap” dell'11 luglio, su un percorso di 12 chilometri, cui partecipano otto concorrenti (all'appello manca Faus con la sua Benz, giunto a Spa in ritardo dopo aver dovuto effettuare una riparazione d'emergenza alla sua vettura, danneggiatasi durante il trasporto ferroviario da Anversa). Dopo alcuni duelli ravvicinati che entusiasmano il pubblico, la vittoria va al francese Laumaillé con la Peugeot davanti a Rossel con una vettura recante il suo nome. Il premio speciale per i tricicli è assegnato, naturalmente, al solo triciclo presentatosi, quello guidato dal De Dion, che peraltro si distingue realizzando la migliore prestazione in assoluto della giornata (media di 30,879 km/h).

#### Il concorso di dirigibilità
| Spa: concorso di dirigibilità 1896 |                            |
| Codice | 00014.1896                 |
| Nazione | Belgio                     |
| Località | Spa                        |
| Data | domenica 12 luglio 1896    |
| Tipo gara | concorso di “dirigibilità” |
| Percorso | dato N.D.                  |
| Veicoli ammessi | vetture automobili         |
| Partiti-Arrivati-Ritirati | dati N.D.                  |
| Classifica generale assoluta: 1. Laumaillé Albert - Peugeot, vis-a-vis 4 posti, a petrolio - tempo e media N.D. 2. Craninckx Charles - Benz, duc 2 posti, a petrolio - tempo e distacco N.D. 3. Faus - Benz due 2 posti, a petrolio - tempo e distacco N.D. 4. Rossel Edouard - Rossel, vis-a-vis 4 posti - tempo e distacco N.D. |                            |

La domenica 12 luglio si disputa il concorso di dirigibilità, una prova di abilità/velocità su un tracciato la cui tortuosità è creata artificialmente grazie a paletti mobili posizionati opportunamente (in sostanza, una "gincana").
I concorrenti sono, più o meno, quelli che il sabato hanno dato vita alla prova di velocità ad handicap.
Assente il triciclo De Dion-Bouton, anche in questa occasione è il Laumaillé a primeggiare tra le vetture.

### Assieme ai ciclisti, da Lione a Lagnieu
| Lyon-Lagnieu 1896 | |
| Codice | 00015.1896                                                                                                   |
| Nazione | Francia |
| Località | Lione |
| Data | domenica 2 agosto 1896                                                                                       |
| Tipo gara | corsa di velocità su strada                                                                                  |
| Percorso | Lione-Lagnieu, di km 50,000                                                                                  |
| Veicoli ammessi | biciclette senza motore (I categoria), tricicli a motore (II categoria) e vetture automobili (III categoria) |
| Partiti | 109 (dato complessivo delle 3 categorie)                                                                     |
| Arrivati | dato N.D. |
| Ritirati | dato N.D. |
| Curiosità e primati: - manifestazione aperta ai ciclisti (biciclette senza motore) ed ai veicoli con motore (tricicli e vetture), che corrono assieme | |
| Classifica generale assoluta: 1. Collomb [De Dion-Bouton, triciclo 1 posto, a petrolio] 1 ora 29'00” media km/h 33,707 Non disponibile la classifica dei concorrenti piazzatisi alle spalle del vincitore | |
| Classifica per categoria: - categoria I (biciclette senza motore) : dato N.D. - categoria II (tricicli a motore): 1º Collomb - De Dion-Bouton, triciclo 1 posto, a petrolio - 1 ora 29'00” media 33,707 km/h; 2º Mottet - De Dion-Bouton, triciclo 1 posto, a petrolio - tempo e distacco N.D. - categoria III (vetture): 1º Eldin - Peugeot, a petrolio - 1 ora 43'00” media 29,126 km/h; 2º Pansu - Benz, a petrolio; 3º Mercey - Peugeot, a petrolio; 4º Christy - Benz, a petrolio; 5º Maniere - Benz, a petrolio; 6º Michelin André - Panhard & Levassor, a petrolio | |
| Ritiri e cause: - Non sono disponibili dati riguardanti i concorrenti costretti al ritiro | |

Nella prima domenica di agosto si disputa, sul relativamente breve percorso (50 chilometri) che separa Lagnieu da Lione, una singolare corsa di velocità: la particolarità risiede nel fatto che alla gara prende parte, assieme alle vetture ed ai tricicli, anche un nutrito numero di biciclette (prive di motore). Dei 140 iscritti, 109 (in stragrande maggioranza ciclisti) si presentano al “via”, a partire dalle 7 e mezza di mattino. Le partenze vengono date “a gruppi”, distanziati l'un l'altro di 30 secondi. La gara, che in realtà non è di grande rilievo tecnico od agonistico, è appannaggio di Collomb con il suo triciclo De Dion-Bouton, che copre la distanza in 1 ora e 29 minuti con 33,707 km/h di media oraria. Tra le vetture, la più veloce è la Peugeot di Eldin, che però accusa un ritardo di 14 minuti rispetto al triciclo vittorioso e che non raggiunge i 30 km/h di media. Purtroppo non sono disponibili i dati relativi alle prestazioni ottenute dai ciclisti, per cui è impossibile qualsiasi paragone, che pure poteva rivestire un certo (curioso) interesse.

### Corse all'ippodromo (Providence, Stati Uniti)
| Corse di Providence 1896 | |
| Codice | 00016.1896 |
| Nazione | Stati Uniti d'America |
| Località | Providence (Stato di Rhode Island) all'ippodromo del Narraganset Park                                                               |
| Data | da lunedì 7 settembre a venerdì 11 settembre 1896                                                                                   |
| Tipo gara | serie di corse di velocità su pista ippica, con classifica finale per somma di risultati                                            |
| Percorso | ogni corsa si disputa su un percorso di 5 miglia (8,0467 km) In totale si disputano 3 corse, per un totale di 15 miglia (24,140 km) |
| Veicoli ammessi | Qualsiasi mezzo con trazione non animale                                                                                            |
| Partiti | 8 (6 a petrolio/benzina e 2 elettriche)                                                                                             |
| Arrivati | 8 (6 a petrolio/benzina e 2 elettriche)                                                                                             |
| Non classificati | 2 (2 a petrolio/benzina) per non aver preso parte a tutte le 3 corse                                                                |
| Classificati | 6 (4 a petrolio/benzina e 2 elettriche)                                                                                             |
| Ritirati | Nessun ritirato |
| Primati e curiosità: - Prime corse su pista ippica in terra battuta ("dirt track") - Prima serie di corse con classifica finale (per somma di risultati) - Primo regolamento che prevede un peso minimo da recare a bordo (oltre al conduttore), fissato in 165 libbre (circa 75 kg) costituito, a scelta, da zavorra o da altra persona a bordo | |
| Classifica generale assoluta: 1. Riker Andrew Lawrence/Whiting C.H. [Riker, phaeton 2 posti, elettrica] 39'35”, media km/h 36,591 2. Morris Henry G./Adams [Morris, Electrobat, elettrica] 40'13” (distacco 00'38”) 3. Conduttore/i N.D. [Duryea, a petrolio] 46'12” (distacco 06'37”) 4. Conduttore/i N.D. [Duryea, a petrolio] 51'05” (distacco 11'30”) 5. Conduttore/i N.D. [Duryea, a petrolio] 51'32” (distacco 11'57”) 6. Duryea J. Frank. [Duryea, a petrolio] 57'22” (distacco 17'47”)                   | |
| Note alla Classifica generale assoluta: La classifica sopra-riportata è compilata in base alla "somma dei tempi" mentre il regolamento ufficiale prevede che la classifica finale sia "per somma di risultati", tuttavia sostanzialmente le due classifiche coincidono | |
| Classifica prima corsa: 1. Whiting C.H. [Riker, phaeton 2 posti, elettrica] 15'01”, media 32,151 km/h 2. Morris Henry G. [Morris, Electrobat, elettrica] 15'13” (distacco 12”) 3. Mc. Call William [Duryea, a petrolio] 18'47” (distacco 3'46”) 4. Rynne J.J. [Duryea, a petrolio] 19'31” (distacco 4'30”) 5. Mekino E.B. [Duryea, a petrolio] 20'03” (distacco 5'02”) 6. Conduttore N.D. [Duryea, a petrolio] 20'59” (distacco 5'58”) 7. Duryea J. Frank [Duryea, a petrolio] 21'23” (distacco 6'22)            | |
| Classifica seconda corsa: 1. Conduttore N.D. [Riker, phaeton 2 posti, elettrica] 13'06”, media 36,855 km/h 2. Conduttore N.D. [Duryea, a petrolio] 13'14” (distacco 8”) 3. Morris Henry G. [Morris, Electrobat, elettrica] 13'33” (distacco 27”) 4. Conduttore N.D. [Duryea, a petrolio] 16'12” (distacco 3'06”) 5. Conduttore N.D. [Duryea, a petrolio] 16'31” (distacco 3'25”) 6. Duryea J. Frank [Duryea, a petrolio] 17'52” (distacco 4'46”) 7. Conduttore N.D. [Duryea, a petrolio] 18'19” (distacco 5'13”) | |
| Classifica terza corsa: 1. Adams [Morris, Electrobat, elettrica] 11'27”, media 42,166 km/h 2. Conduttore N.D. [Riker, phaeton 2 posti, elettrica] 11'28” (distacco 1”) 3. Conduttore N.D. [Duryea, a petrolio] 11'59” (distacco 32”) 4. Conduttore N.D. [Duryea, a petrolio] 15'47” (distacco 4'20”) 5. Conduttore N.D. [Duryea, a petrolio] 15'49” (distacco 4'22”) 6. Conduttore N.D. [Duryea, a petrolio] 17'19” (distacco 5'52”) 7. Duryea J. Frank [Duryea, a petrolio] 18'07” (distacco 6'40”)             | |
| Ritiri e cause: - Nessun ritiro | |

La serie di corse per “vetture senza cavalli” organizzate negli Stati Uniti d'America al Narraganset Park di Providence (Rhode Island), in concomitanza con la grande fiera annuale “Rhode Island State Fair” ottiene, malgrado l'inclemenza del tempo, un grande successo di pubblico.
È la prima volta che, in America, una manifestazione incentrata sul nuovo mezzo di locomozione vede accorrere un numero di spettatori decisamente notevole; molto probabilmente due ne sono le cause: la concomitanza con la Fiera (rinomatissima, essendo stata istituita ben 66 anni prima) e il fatto che tutte le corse sono previste sulla pista ippica, il che consente agli spettatori di seguirne interamente l'andamento. Anche questa volta, tuttavia, il numero dei partecipanti è decisamente scarso: soltanto 12 gli iscritti ed 8 i partecipanti. A quanto si dice, 4 concorrenti danno forfait perché spaventati da una clausola del regolamento che impone la realizzazione di una media oraria di almeno 15 miglia (poco più di 24 chilometri), pena la squalifica.
Il programma completo delle gare – così come originariamente previsto dagli organizzatori – si articola in 5 prove, di 5 miglia ciascuna, una al giorno, dal 7 all'11 settembre: la classifica finale dovrebbe essere stilata non per somma dei tempi ma per somma dei risultati. Delle 8 vetture partecipanti, ben 6 sono di costruzione dei fratelli Duryea mentre le altre due sono dotate di motore elettrico: la Electrobat – già nota per aver preso parte alla corsa di Chicago nel 1895 come “Morris & Salom”- ed una nuova unità, un “phaeton” a 2 posti fabbricato dalla Riker Electric Motor Company, una Casa con sede a Brooklyn fondata qualche anno prima da Andrew Lawrence Riker e dedita alla costruzione di soli veicoli elettrici.
Lunedì 7 settembre, conformemente al programma, si disputa la prima prova: gli ufficiali di gara chiamano le vetture alla linea di partenza e assegnano loro il numero di gara. Si presentano 7 concorrenti, 5 con le Duryea e le due vetture elettriche. Ogni vettura ha a bordo il pilota ed un passeggero: tutti i concorrenti, infatti, per rispettare l'articolo del regolamento che impone che ogni veicolo rechi a bordo, oltre al conduttore, un peso di almeno 165 libbre (circa 75 kg), preferiscono portare con sé un amico piuttosto che zavorrare la macchina.
Il primo allineamento sul traguardo di partenza, evidentemente stabilito per sorteggio, vede in prima posizione la Riker elettrica, in seconda l'altra vettura elettrica, poi tutte le Duryea. Già prima del segnale di “via”, il folto pubblico manifesta il proprio entusiasmo dinanzi all'inusitato spettacolo che si presenta ai suoi occhi, con i “veicoli del futuro” che prendono il posto dei cavalli. Sin dal via, le vetture elettriche prendono il largo, inseguite dalle Duryea, capitanate da quella condotta da William Mc.Call. Le Duryea, predisposte per impieghi stradali e quindi dotate di rapporti inadatti alla circostanza, vengono subito distanziate.
Vince dunque la Riker, seconda la Electrobat è seconda ad appena 12 secondi, le Duryea seguono assai più distanziate (la migliore, terza in classifica, accusa un ritardo di quasi 4 minuti). Forse perché questa è la prima occasione in cui le vetture corrono su una pista ippica in terra battuta e quindi nessuno ha la necessaria esperienza, le medie orarie ottenute in questa prova d'esordio sono deludenti: 32,151 chilometri orari la Riker elettrica, soli 25,703 la migliore tra le Duryea.
La gara del giorno dopo, vede i piloti più preparati ad affrontare il percorso e le velocità subiscono un certo incremento. Anche in questa corsa sono in campo 7 macchine (5 Duryea e le due elettriche). L'allineamento viene fatto in base al risultato della gara del giorno prima, quindi le due elettriche partono ancora una volta in testa. Rispetto al giorno prima, però, le Duryea si dimostrano assai più competitive e la gara, che risulta assai vivace ed incerta, finisce con la vittoria della solita Riker, seguita stavolta da una Duryea ad appena 8 secondi. Terza la Electrobat, a sua volta staccata di 19 secondi dalla Duryea. Decisamente migliorata la media oraria: dai 32,151 della prima gara si passa infatti ai 36,855 di questa seconda prova. Ancora più netto il miglioramento ottenuto dalla migliore tra le Duryea, che passa da 25,703 a 36,483.
Mercoledì 9 e giovedì 10 settembre una ondata di maltempo si abbatte nella zona: la pioggia cade a torrenti e il vento spira con insolita violenza. Gli organizzatori si vedono costretti ad annullare le corse in programma, con disappunto del pubblico: alcuni lasciano la zona, altri approfittano della pausa forzata per visitare le rimesse dove sono parcheggiate le vetture. Passato il fortunale, venerdì 11 settembre, nel pomeriggio, si disputa l'ultima manche, cui partecipano tutti e 8 i concorrenti. L'affluenza di spettatori è notevole: si calcola una presenza di 50.000 persone, comunque un record.
Dopo la iniziale superiorità delle due macchine elettriche, una delle Duryea riesce a farsi sotto ma, quando sta per superare l'Electrobat, è costretta a rallentare per noie alle gomme. La lotta per la vittoria rimane così circoscritta, anche questa volta, alle due macchine con motore elettrico. La sorpresa, caso mai, risiede nel fatto che, negli ultimi metri, la Electrobat riesce ad avere la meglio sulla Riker, battendola per una inezia: un solo secondo. In questa terza corsa la media realizzata risulta ancora superiore: il vincitore ha infatti realizzato ben 42,166 km/h.
Per somma di risultati, la vittoria è assegnata alla Riker (che è stata pilotata da Andrew Lawrence Riker e C.H.Whiting) mentre la seconda posizione va alla Electrobat (conduttori: Henry Morris e Adams) e la terza alla Duryea iscritta dalla Duryea Motor Wagon Company. Il monte premi – fissato in origine in 3000 dollari ma ridotto a 1800 dopo l'annullamento di 2 corse su 5 – è così ripartito: 1º premio (900 dollari) alla Riker Electric Company, 2º (450 dollari) alla Electric Motor Wagon Co. (costruttrice della Electrobat), 3º (270 dollari) alla Duryea Motor Wagon Co., 4º (180 dollari) a William M.Ashley and Son (Duryea).
In una di queste tre gare, Andrew Lawrence Riker viene cronometrato in 2'13” sulla distanza di 1 miglio, il che corrisponde ad una velocità di km/h 43,561, un valore che ha il sapore del record, trattandosi della più alta velocità finora realizzata.
Il successo della manifestazione, dunque, è da considerare buono e senza dubbio di gran lunga superiore a quello riscosso dalle precedenti corse per automobili disputatesi in America. In effetti non sono mancati i dissensi: il pubblico ha avuto difficoltà per vedere le vetture nelle rimesse, i proprietari di cavalli da corsa si sono lamentati del notevole rumore fatto dalle automobili e, per finire, i partecipanti alla corsa hanno avuto da ridire per la elevatezza della quota di iscrizione (100 dollari) e per una certa imprecisione dei regolamenti.
Dal punto di vista tecnico, tutti sono rimasti sorpresi dalle prestazioni delle vetture con motore elettrico, sul cui successo nessuno, alla vigilia delle corse, avrebbe scommesso alcunché. In realtà queste corse di breve chilometraggio, che non presentano problemi di autonomia, sembrano fatte apposta per queste silenziose vetture elettriche. Se poi si considera che le Duryea a petrolio non erano assolutamente preparate per questo tipo di corse, la conclusione non può che essere questa: l'eventuale superiorità delle vetture elettriche su quelle a petrolio è ancora tutta da dimostrare. A favore delle vetture elettriche, comunque, va ascritta una maggiore semplicità di funzionamento, la quasi totale assenza di rumore e la non emissione di sgradevoli odori.

### La Paris-Marseille-Paris

#### Prologo sul percorso Paris-Mantes-Paris
| Paris-Mantes-Paris 1896 | |
| Codice | 00017.1896 |
| Nazione | Francia |
| Località | Parigi (Boulevard Maillot) |
| Data | domenica 20 settembre 1896 |
| Tipo gara | corsa di velocità su strada; trattasi di prova selettiva in vista della Paris-Marseille-Paris                                            |
| Percorso | Parigi (Boulevard Maillot), Saint Germain, Ecquevilly, Mantes, Meulan, Triel, Saint Germain, Paris                                       |
| Veicoli ammessi | -motocicli (bicicli e tricicli) muniti di solo motore, senza pedali (I categoria) -motocicli muniti di motore e di pedali (II categoria) |
| Partiti | 8 (a petrolio/benzina), di cui 2 della I categoria ed 6 della II categoria                                                               |
| Arrivati | 6 (a petrolio/benzina), di cui 1 della I categoria e 5 della II categoria                                                                |
| Ritirati | 2 (a petrolio/benzina), di cui I della I categoria e 1 della II categoria                                                                |
| Classifica generale assoluta: 1. (n 52) Chevalier De Dion-Bouton 0,75 HP, triciclo 1 posto, a petrolio] 03ore 55'37” media km/h 26,229 2. (n 15) Delieuvin [De Dion-Bouton 0,75 HP, triciclo 1 posto, a petrolio] 03ore 56'04” (distacco 27”) 3. (n 51) Clere [De Dion-Bouton 0,75 HP, triciclo 1 posto, a petrolio] 4ore 15'55” (distacco 20'18”) 4. (n 13) Charron Fernand [De Dion-Bouton 0,75 HP, triciclo 1 posto, a petrolio] 4ore 22'55” (distacco 27'18”) 5. (n 50) Chauveau C. [Hurtu/Léon Bollée 3 HP, triciclo, a petrolio] 5ore 01'40” (distacco 1ora 06'03”) 6. (n 14) De Chasseloup.Laubat Gaston [De Dion-Bouton 0,75 HP, triciclo 1 posto, a petrolio] 6ore 17'00” (distacco 2ore 21'23”) | |
| Classifica per categoria: - categoria I (motocicli muniti di solo motore, senza pedali) : 1º Chauveau C. (media km/h 20,486) - categoria II (motocicli muniti di motore e di pedali) : 1º Chevalier (media km/h 26,229), 2º Delieuvin, 3º Clere, 4º Charron. 5º De Chasseloup.Laubat | |
| Ritiri e cause: - (n 31) D'Ofraiville [Wolfmuller, biciclo 1 posto, a petrolio] per noie alle gomme - (n 40) Collomb [De Dion-Bouton 0,75 HP, triciclo 1 posto, a petrolio] per errore di percorso | |

In vista della grande corsa dell'anno, la Paris-Marseille-Paris in programma, in 10 tappe, dal 24 settembre al 3 ottobre, otto tra bicicli e tricicli a motore disputano, domenica 20 settembre, una prova di selezione lungo i 103 chilometri del percorso Paris-Mantes-Paris. Il perché di questa corsa va ricercato nel regolamento della Paris-Marseille-Paris, laddove è detto che i motocicli (identificati in pratica nei veicoli di peso fino a Kg 150) devono prendere parte a questa prova preliminare e solo coloro che la portano a termine regolarmente potranno scendere in lizza nella ben più impegnativa corsa a tappe. Gli otto motocicli che si misurano in questa prova selettiva sono ripartiti in due categorie: la prima, riservata ai motocicli che utilizzano esclusivamente la forza del motore, conta due soli concorrenti (il n° 31, biciclo Wolfmuller di D'Ofraiville ed il n° 50, triciclo Hurtu-Léon Bollée di Chauveau) mentre nella seconda, aperta ai motocicli muniti, oltreché del motore, di pedali ausiliari, i concorrenti sono più numerosi (esattamente 6, tutti alla guida di tricicli De Dion-Bouton). Le partenze vengono date dal Boulevard Maillot di Parigi nella tarda mattinata, ad un motociclo per volta.
Il maltempo, la salita piuttosto dura di Surésnes ed il cattivo stato delle strade ostacolano non poco la marcia degli otto intrepidi, ma, nonostante alcune disavventure, ben 6 riescono a coprire l'intero percorso: tra questi, persino il n° 50 di Chauveau (vittima di un ribaltamento) ed il triciclo De Dion-Bouton n° 14 (giunto in forte ritardo perché il suo conduttore – il Conte Gaston De Chasseloup-Laubat – è stato costretto a compiere quasi tutto il percorso dovendo far affidamento esclusivamente sulla propria forza muscolare (in altri termini, pedalando!) dopo il grippaggio del motore. I ritirati sono due soltanto: il biciclo n° 31 per noie di pneumatici ed il triciclo De Dion-Bouton n° 40 di Collomb, per un clamoroso errore di percorso compiuto dal pilota. Delieuvin (triciclo De Dion-Bouton) raggiunge per primo Mantes, con 6 minuti di vantaggio sul secondo (Clére) ma al ritorno, attardato da noie meccaniche, non può evitare di farsi superare del rimontante Chevalier. La classifica finale vede dunque ai primi quattro posti altrettanti tricicli De Dion-Bouton (nell'ordine: Chevalier, Delieuvin, Clére e Charron) seguiti dal triciclo Hurtu-Léon Bollée di Chauveau (primo ed unico classificato della prima categoria) e, infine, dal triciclo del Conte De Chasseloup-Laubat, della cui faticosa marcia già s'è detto.

#### Il meticoloso regolamento
È l'Automobile Club de France – che ancora non ha compiuto un anno di vita – ad indire la Paris-Marseille-Paris, gara che quindi costituisce il promettente inizio della attività sportiva del neonato Club. Il regolamento della gara, molto meticoloso, prevede interessanti suddivisioni per categorie (o più esattamente, seguendo alla lettera la dizione del regolamento, “classi”) di veicoli. Sono contemplate due classi principali: le vetture ed i motocicli.
Nell'ambito della prima, un gruppo comprende gli autoveicoli capaci di ospitare da un minimo di due ad un massimo di quattro persone, mentre l'altro gruppo comprende quelli dotati di maggiore abitabilità. Quanto ai motocicli, vengono classificati separatamente quelli muniti di pedali da quelli che ne sono privi. Infine gli organizzatori, non sapendo come classificare i nuovi tricicli Léon Bollée, prevedono un “gruppo speciale” comprendente tutti i veicoli non rientranti nelle due precedenti classi. Questo, comunque, il testo definitivo ed integrale del Regolamento generale della corsa che conta ben 33 articoli.

Classificazione:

Art. 1 I veicoli automobili sono classificati nel modo seguente: Classe A (vetture): si intende per vettura automobile un veicolo azionato da una forza meccanica e recante, almeno, due posti affiancati. La Classe A si divide in due serie, la prima per le vetture a 2, 3 o 4 posti, la seconda per le vetture a più di 4 posti. Classe B (motocicli): si intende per motociclo un veicolo azionato da un motore meccanico con o senza dispositivo atto ad utilizzare la forza muscolare. Il peso di questi veicoli, a secco (cioè senza rifornimenti, quali carbone, acqua, accumulatori, ecc.) è limitato a 150 kg. Anche questa Classe B si divide in due serie, una (prima) per motocicli azionati esclusivamente dal motore e una (seconda) per motocicli misti (a motore meccanico e forza muscolare). Classe C (diversi): questa classe comprende i veicoli automobili non rientranti nelle classi precedenti e potrà essere suddivisa in “serie” secondo il numero ed i tipi di veicoli che saranno presentati. 

Condizioni della corsa:

Art. 2 La corsa si farà da Parigi a Marsiglia, andata e ritorno, il 24 settembre 1896 e giorni seguenti, in tappe successive, come dettagliato dall'Art. 14. Una corsa sul percorso Parigi-Mantes e ritorno è riservata ai motocicli e avrà luogo il 20 settembre. Tutti i motocicli che guadagneranno un premio nella corsa paris-Mantes-Paris, saranno autorizzati ad effettuare il percorso Paris-Marseille-Paris e saranno regolarmente cronometrati.

Art. 3 I conduttori non potranno essere cambiati che a fine tappa, salvo casi di forza maggiore.

Art. 4 Il numero dei veicoli non è limitato, ma i concorrenti non potranno presentare più veicoli dello stesso tipo e di dimensioni simili. Eccezione, tuttavia, è fatta per la Classe B, nella quale si potranno presentare fino a 5 veicoli.

Art. 5 Ogni vettura dovrà recare, in cifre di 15 centimetri, il suo numero di iscrizione. Questo numero dovrà essere riprodotto, in modo visibile, sulle lanterne. Le vetture non potranno portare che il loro numero d'ordine: è esclusa pertanto qualsiasi forma di pubblicità.

Art. 6 Ogni veicolo iscritto prima del 1º settembre 1896 dovrà pagare un diritto di iscrizione di franchi 200; i veicoli iscritti dopo tale data pagheranno una somma doppia, cioè 400 franchi.

Art. 7 Abolito (prevedeva l'obbligo, per ogni vettura, di ospitare un “commissario/osservatore”)

Art. 8 Indipendentemente dai controlli su strada, vi sarà ad ogni tappa un controllo locale affidato ai delegati e ai membri dell'Automobile Club e del Touring Club de France, che saranno incaricati di: 1º prendere i tempi d'arrivo ai controlli, all'ingresso e all'uscita dai parchi di cui all'Art. 17; 2º sorvegliare i parchi.

Art. 9 I controlli saranno indicati, giorno e notte, mediante striscioni molto visibili, recanti la dicitura “controle”.

Art. 10 La Commissione è il solo giudice circa la classificazione dei veicoli che prenderanno parte alle corse come di tutte le questioni che potessero essere sollevate in proposito.

Premi 

Art. 11 Le somme provenienti da sottoscrizione più quelle provenienti dalle quote di iscrizione, dedotte le spese generali d'organizzazione, saranno destinate ai premi dei vincitori della corsa. I premi saranno attribuiti ai concorrenti che avranno effettuato il percorso nel minor tempo, osservando tutte le clausole del presente regolamento. La somma disponibile sarà ripartita tra i vincitori di ciascuna serie, tenendo conto del numero dei partenti e dei coefficienti assegnati a ciascuna di esse, vale a dire “3” per la Classe “A” e “1” per la Classe “B” e per la Classe “C”. Il numero dei premi per ciascuna serie sarà stabilito tenendo conto del numero dei partenti della serie e della velocità realizzata dai concorrenti, nel modo seguente: 1º ci sarà, in principio, in ogni serie, un premio ogni 3 partenti, ovvero: 1 premio per 1, 2 o 3 partenti, 2 premi per 4, 5 o 6 partenti, 3 premi per 7, 8 o 9 partenti e così via di seguito. 2º il numero dei premi sarà aumentato, se del caso, in modo da comprendere tutti i veicoli che avranno realizzato una velocità uguale o superiore a 20 km/h. Potrà essere ridotto in modo da eliminare i veicoli che non avranno realizzato una media di 15 km/h. Il valore dei premi di ciascuna serie sarà stabilito in modo tale che il primo sarà doppio del secondo, il secondo doppio del terzo e così via.

Controlli

Art. 12 All'arrivo di ogni tappa, il conduttore della vettura firmerà con il “controllore” un verbale d'arrivo indicante: il numero della vettura, l'ora di arrivo, il nome delle persone che si trovano sulla vettura e, se è il caso, anche il numero dei sigilli di piombo.

Art. 13 Gli orari di partenza, di passaggio e di arresto saranno rilevati, al minuto secondo, con orologi regolati secondo l'ora legale (ora riportata dagli orologi esterni delle stazioni ferroviarie). Itinerario

Art. 14 Le città sedi di tappa sono: Auxerre, Digione, Lione, Avignone e Marsiglia (all'andata) e Avignone, Lione, Digione, Sens e Parigi (al ritorno). L'itinerario attraverserà, all'andata ed al ritorno, le città seguenti: Melun, Montereau, Sens, Joigny, Auxerre (prima tappa), Avallon, Vitteaux, Sombernon, Digione (seconda tappa), Chalon, Mâcon, Villefranche, Neuville, Fontaines, Lione (terza tappa), Vienne, Valence, Montélimar, Orange, Avignone (quarta tappa), Orgon, Sénas, Salon, Aix, Marsiglia (quinta tappa), Aix, Salon, Sénas, Orgon, Avignone (sesta tappa), Orange, Montélimar, Valence, Vienne, Lione (settima tappa), Villefranche, Mâcon, Chalon, Digione (ottava tappa), Vitteaux, Avallon, Vermenton, Auxerre, Joigny, Sens (nona tappa), Montereau, Melun, Corbeil.

Riparazioni

Art. 15 Ampia libertà è lasciata ai concorrenti di riparare i veicoli nel corso della gara, lungo la strada. Essi potranno portare con sé tutti i pezzi di ricambio che essi giudicheranno necessari e di cui rimetteranno la distinta alla Commissione. Quest'ultima potrà punzonare i pezzi che riterrà utile. Tutte le riparazioni dovranno essere fatte prima dell'entrata della vettura nel parco. Ne consegue che la durata delle riparazioni sarà contata come tempo di marcia.

Partenze

Art. 16 La partenza da Parigi avrà luogo nell'ordine determinato da sorteggio, secondo le indicazioni che saranno comunicate ai concorrenti dai membri della Commissione. Le vetture partiranno al segnale dato, ad intervalli di 1 minuto, nell'ordine secondo il quale saranno state allineate.

Art. 17 In ogni città sede di tappa sarà istituito un parco nel quale saranno rinchiuse le vetture dei concorrenti. Nel momento dell'ingresso al parco, l'ora di arrivo sarà rilevata dai controllori locali. Un quarto d'ora sarà concesso ad ogni conduttore per le cure da dedicare alla propria vettura. È proibita ogni sorta di riparazione all'interno del parco.

Art. 18 I parchi saranno aperti alle 6 del mattino. Alle 7, tutte le vetture dovranno uscire dal parco. Le partenze saranno date successivamente dallo “starter” ai concorrenti, nel loro ordine d'arrivo della vigilia. I membri della Commissione, i concorrenti e i loro rifornitori saranno le sole persone ad avere accesso al parco, a partire dalle 6 del mattino.

Art. 19 Ogni concorrente è considerato come “partito” nell'orario in cui gli viene dato il segnale di partenza ed il suo tempo di marcia inizia da questo momento, che egli sia in grado di partire o meno.

Art. 20 Il concorrente in ritardo che arrivasse alla sede di tappa dopo le 6 del mattino non sarà fatto entrare nel parco. Egli sarà cronometrato dai controllori e continuerà alla stessa stregua degli altri concorrenti.

Art. 21 I concorrenti dovranno attenersi alle indicazioni e raccomandazioni date dai controllori locali, in particolare per quanto concerne il posto loro assegnato all'interno del parco.

Reclami

Art. 22 Per quanto concerne reclami e proteste, i conduttori dovranno formularli per iscritto e consegnare gli scritti ai controllori locali, i quali li faranno pervenire con urgenza alla Commissione incaricata di deliberare su tutte le questioni che dovessero sorgere. 

Art. 23 I casi di squalifica non potranno essere pronunciati che dopo il giudizio della Commissione.

Raccomandazioni 

Art. 24 I conduttori dovranno costantemente fare attenzione allo stato della strada, all'approssimarsi di vetture o persone e rallentare o fermarsi in caso di ostacoli, secondo le circostanze.

Art. 25 Qualunque sia la velocità di marcia, i conduttori dovranno rimanere padroni della vettura, vale a dire essere in grado, in ogni momento, di potersi fermare nello spazio di strada libera che essi vedono dinanzi a loro.

Art. 26 L'approssimarsi dei veicoli dovrà essere segnalata ogniqualvolta se ne ravvisi la necessità, per mezzo di un corno, una tromba o di altro strumento del genere (escluse sirene e fischietti a vapore), di cui tutte le vetture dovranno essere munite.

Art. 27 Le vetture che fossero obbligate a marciare di notte dovranno essere munite di lanterne con almeno due fuochi bianchi anteriormente ed un fuoco rosso posteriormente. Le lanterne anteriori dovranno avere un potere rischiarante tale che il conduttore possa distinguere nettamente la strada e gli oggetti davanti a lui per un raggio tale che gli consenta l'arresto in tempo utile.

Art. 28 Quando due vetture marcianti nello stesso senso di marcia a velocità differenti si troveranno l'una in prossimità dell'altra, quella che marcia meno velocemente dovrà accostarsi al margine destro della strada, onde lasciare libera almeno metà della sede stradale. Essa non dovrà tentare alcuna manovra per impedire all'avversario più veloce di sorpassarla, pena la squalifica.

Art. 29 Se più vetture dovessero presentarsi insieme o in successione davanti ad un ostacolo (incidente, passaggio a livello, etc) le vetture dovranno arrestarsi l'una dietro l'altra e ripartire mantenendo l'ordine in cui erano arrivate, senza cercare di superarsi prima di aver percorso almeno 100 metri.

Art. 30 In nessun caso due vetture dovranno marciare l'una in senso contrario all'altra.

Art. 31 Nessuna vettura potrà essere spinta o trainata se non dalle persone trasportate dalla vettura stessa, pena la squalifica.

Art. 32 Le responsabilità civili e penali rimangono a carico dei concorrenti, essendo ben inteso che la Commissione declina ogni responsabilità di qualsiasi natura.

Art. 33 Due esemplari del presente regolamento saranno consegnati a ciascun concorrente, il quale ne darà ricevuta.

#### Le dieci tappe
| Paris-Marseille-Paris 1896 | |
| Codice | 00018.1896 |
| Nazione | Francia |
| Località | Parigi (Versailles, Place d'Armes) |
| Data | da giovedì 24 settembre a sabato 3 ottobre 1896 |
| Tipo gara | corsa di velocità su strada, in dieci tappe |
| Percorso | Prima tappa: Parigi (Versailles, Place d'Armes)-Auxerre, di km 178,000 Seconda tappa: Auxerre-Digione, di km 151,000 Terza tappa: Digione-Lione, di km 198,000 Quarta tappa: Lione-Avignone, di km 219,000 Quinta tappa: Avignone-Marsiglia, di km 101,000 Sesta tappa: Marsiglia-Avignon, di km 101,000 Settima tappa: Avignone-Lione, di km 219,000 Ottava tappa: Lione-Digione, di km 198,000 Nona tappa: Digione-Sens, di km 209,000 Decima tappa: Sens-Parigi (Boulevard Maillot), di km 137,000 Per un totale di km 1711,000 |
| Veicoli ammessi veicoli azionati da un sistema propulsivo meccanico, ripartiti in 5 classi: - vetture a 2,3 o 4 posti (classe A-I) - vetture a più di 4 posti (classe A-II) - motocicli (fino a 150 kg) azionati dal solo motore (senza pedali ausiliari) (Classe B-I) (nessun concorrente al via in questa classe) - motocicli (fino a 150 kg) con motore e pedali ausiliari (Classe B-II) - veicoli non rientranti nelle classi precedenti (Classe C) | |
| Partiti | 31 (29 a petrolio/benzina e 2 a vapore) di cui 19 della classe A-I, 3 della A-II, 5 della B-II e 4 della C |
| Arrivati | 14 (14 a petrolio/benzina e nessuno a vapore) di cui 9 della classe A-I, 1 della A-II, 3 della classe B-II, 1 della classe C |
| Ritirati | 16 (14 a petrolio/benzina e 2 a vapore) di cui 10 della classe A-I, 2 della A-II, 1 della B-II, 3 della C |
| Squalificati | 1 (1 a petrolio/benzina e nessuno a vapore), appartenente alla classe B-II |
| Incidenti Nel corso della gara si verificano quattro incidenti di un certo rilievo - (prima tappa) la vettura n 33 condotta da Ferté urta uno spettatore, che riporta solo qualche contusione - (seconda tappa) la vettura n 20 condotta da Amédée Bollée finisce contro un albero: il pilota, pur leggermente ferito, prosegue la corsa - (terza tappa) la vettura n 7 condotta da Dubois ha una collisione con un carro ed uno degli occupanti la vettura, Noblesse, si ferisce abbastanza seriamente - (quarta tappa) nei pressi di La Palud, la Panhard & Levassor n 5, condotta da Emile Levassor, si rovescia in un fossato a seguito di una brusca manovra compiuta per evitare l'investimento di un cane; Emile Levassor riporta alcune ferite ma, ciononostante, riprende la marcia e porta a compimento la tappa; nella tappa successiva, però, Levassor cede la guida a D'Hostingue | |
| Primati e curiosità: - Uno specifico passo del Regolamento, vieta alle vetture in gara di recare scritte pubblicitarie (o qualsiasi altra forma di pubblicità) | |
| Classifica generale assoluta: 1. (n 6) Mayade Emile [Panhard & Levassor, 8HP, phaeton 4 posti, a petrolio] 67 ore 42'58” media km/h 25,267 2. (n 8) Merkel [Panhard & Levassor, 4 HP, break 4 posti, a petrolio] 68 ore 11'05” (distacco 28'07”) 3. (n 13) Viet [De Dion-Bouton, 0,75 HP, triciclo 1 posto, a petrolio] 71 ore 01'05” (distacco 3 ore 18'07”) 4. (n 5) Levassor Emile/D'Hostingue [Panhard & Levassor, 4 HP, phaeton 2 posti, a petrolio] 71 ore 23'22” (distacco 3 ore 40'24”) 5. (n 51) Collomb [De Dion-Bouton, 0,75 HP, triciclo 1 posto, a petrolio] 73 ore 30'12” (distacco 5ore 47'14”) 6. (n 46) Berlet [Peugeot, 4 HP, wagonette 5 posti, a petrolio] 75 ore 26'24” (distacco 7ore 43'26”) 7. (n 41) Archdeacon Ernest [Delahaye, 6 HP, break 4 posti, a petrolio] 75 ore 29'28” (distacco 7 ore 46'50” 8. (n 44) Doriot Auguste [Peugeot, 4 HP, phaeton 2 posti, a petrolio] 81 ore 23'51” (distacco 13 ore 40'53”) 9. (n 15) Delieuvin [De Dion-Bouton, 0,75 HP, triciclo 1 posto, a petrolio] 83 ore 13'16” (distacco 15ore 30'18”) 10. (n 42) Delahaye Emile [Delahaye, 6 HP, break 4 posti, a petrolio] 84 ore 27'05” (distacco 16 ore 44'07”) 11. (n 29) Guyonnet [Parisienne-Benz, 4,5 HP, vis-a-vis 4 posti, a petrolio] 102 ore 41'37” (distacco 34 ore 58'39”) 12. (n 30) Labouré Charles [Parisienne-Benz, 4,5 HP, phaeton 4 posti, a petrolio] 108 ore 39'00” (distacco 40 ore 56'02”) 13. (n 26) Landry [Landry et Beyroux, 5,5 HP, break 2 posti, a petrolio] 119 ore 44'21” (distacco 52 ore 01'23”) 14. (n 39) Pary [Léon Bollée, 3 HP, triciclo/tandem 2 posti, a petrolio] 141 ore 10'47” (distacco 73 ore 27'49”) La vettura n 5 classificata al 4º posto, è stata pilotata da Emile Levassor nelle prime 4 tappe e da D'Hostingue nelle successive 6 tappe | |
| Classifica per classi: - Classe A-I (vetture a 2,3 o 4 posti): 1º Mayade (media km/h 25,267), 2º Merkel, 3º Levassor/D'Hostingue, 4º Archdeacon, 5º Doriot, 6º Delahaye, 7º Guyonnet, 8º Labouré, 9º Landry - Classe A-II (vetture a più di 4 posti): 1º Berlet (media km/h 22,680) - Classe B-I (motocicli, fino a 150 kg, azionati dal solo motore): nessun concorrente ingara - Classe B-II (motocicli, fino a 150 kg, con motore e pedali ausiliari): 1º Viet (media km/h 24,092), 2º Collomb, 3º Delieuvin - Classe C (veicoli non rientranti nelle altre classi): 1º Pary (media km/h 12,119) | |
| Classifica prima tappa: 1. (n 47) Lejane [Léon Bollée, 3 HP, triciclo/tandem 2 posti, a petrolio] km 178,000 in 5 ore 34'03”, media km/h 31,971 2. (n 51) Collomb [De Dion-Bouton, 0,75 HP, triciclo 1 posto, a petrolio] 5 ore 57'04” 3. (n 21) Bollée Camille [Léon Bollée, 3 HP, triciclo/tandem 2 posti, a petrolio] 6 ore 25'41” 4. (n 41) Archdeacon Ernest [Delahaye, 6 HP, break 4 posti, a petrolio] 6 ore 35'08” 5. (n 8) Merkel [Panhard & Levassor, 4 HP, break 4 posti, a petrolio] 6 ore 52'25”) 6. (n 7) Dubois P. [Panhard & Levassor, 8 HP, omnibus 6 posti, a petrolio] 6 ore 55'27” 7. (n 5) Levassor Emile [Panhard & Levassor, 4 HP, phaeton 2 posti, a petrolio] 6 ore 58'23” 8. (n 13) Viet [De Dion-Bouton, 0,75 HP, triciclo a posto, a petrolio] 6 ore 58'34” 9. (n 15) Delieuvin [De Dion Bouton, 0,75 HP, triciclo 1 posto, a petrolio] 7 ore 00'36” 10. (n 20) Bollée Amédée [Amédée Bollée, 6 HP, vis-a-vis 4 posti, a petrolio] 7 ore 10'23” 11. (n 42) Delahaye Emile [Delahaye, 6 HP, break 4 posti, a petrolio] 7 ore 11'26” 12. (n 26) Landry [Landry et Beyroux, 5,5 HP, break 2 posti, a petrolio] 7 ore 14'01” 13. (n 52) Chevalier [De Dion-Bouton, 0,75 HP, triciclo 1 posto, a petrolio] 7 ore 31'30” 14. (n 44) Doriot Auguste [Peugeot, 4 HP, phaeton 2 posti, a petrolio] 7 ore 43'53” 15. (n 45) Rigoulot Louis [Peugeot,4 HP, break 2 posti, a petrolio] 8 ore 06'44” 16. (n 43) Ferradje [Rochet Schneider, 5 HP, vis-a-vis 4 posti, a petrolio] 8 ore 17'30” 17. (n 28) Rossel Edouard [Rossel-Daimler, 4 HP, duc 2 posti, a petrolio] 8 ore 25'35” 18. (n 14) Boiron [De Dion-Bouton, 0,75 HP, triciclo 1 posto, a petrolio] 8 ore 25'54” 19. (n 46) Berlet [Peugeot, 4 HP, wagonette 5 posti, a petrolio] 8 ore 29'22” 20. (n 37) Tissandier [Tissandier, 4 HP, vis-a-vis 4 posti, a petrolio] 8 ore 29'43” 21. (n 30) Labouré Charles [Parisienne-Benz, 4,5 HP, phaeton 4 posti, a petrolio] 9 ore 09'14” 22. (n 29) Guyonnet [Parisienne-Benz, 4,5 HP, vis-a-vis 4 posti, a petrolio] 9 ore 51'10” 23. (n 6) Mayade Emile [Panhard & Levassor, 8 HP, phaeton 4 posti, a petrolio] 10 ore 06'35” 24. (n 9) Lebrun A. [Lebrun-Daimler, 4 HP, break 2 posti, a petrolio] 10 ore 34'20” 25. (n 24) Valentin [Triouleyres-Benz, 4,5 HP, wagonette 4 posti, a petrolio] 11 ore 10'31” 26. (n 39) Pary [Léon Bollée, 3 HP, triciclo/tandem 2 posti, a petrolio] 11 ore 50'49 27. (n 23) Bollée Léon [Léon Bollée, 3 HP, triciclo/tandem 2 posti, a petrolio] 12 ore 20'12” 28. (n 10) De Chasseloup.Laubat Gaston [De Dion-Bouton-Trepardoux, 15 HP, break 5 posti, a vapore] 21 ore 19'00” | |
| Classifica seconda tappa: 1. Mayade, km 151,000 in 6 ore 41'30”, media 22,565 km/h 2. Levassor, 6 ore 51'40” 3. Merkel, 8 ore 24'00” 4. Dubois, 8 ore 14'01” 5. Ferradje, 8 ore 25'24” 6. Doriot, 8 ore 34'20” 7. Viet, 8 ore 57'50” 8. Berlet, 9 ore 25'15” 9. Archdeacon, 9 ore 44'50” 10. Labouré, 10 ore 23'00” 11. Collomb, 11 ore 02'00” 12. Guyonnet, 11 ore 30'15” 13. Lebrun, 11 ore 58'00” 14. Landry, 11 ore 59'10” 15. Delieuvin, 13 ore 33'30” 16. Delahaye, 18 ore 14'00” 17. De Chasseloup, 26 ore 00'00” (tempo stimato) 18. Pary, 33 ore 28'00” 19. Valentin, 35 ore 52'00” Al termine della seconda tappa, la classifica assoluta vede: 1. Levassor, km 329,000 in 13 ore 50'03”, media 23,781 km/h 2. Merkel 15 ore 16'25” 3. Dubois 15 ore 19'28” 4. Viet 5. Doriot 6. Archdeacon 7. Ferrdje 8. Mayade 9. Collomb 10. Berlet 11. Landry 12. Labouré 13. Delieuvin 14. Guyonnet 15. Lebrun 16. Delahaye 17. Pary 18. Valentin 19. De Chasseloup-Laubat | |
| Classifica terza tappa: 1. Mayade, km. 198,000 in 6 ore 29'29”, media km/h 30,501 2. Berlet, 6 ore 59'35” 3. Levassor, 7 ore 01'08” 4. Doriot, 7 ore 04'12” 5. Viet, 7 ore 16'20” 6. Merkel, 7 ore 24'02” 7. Collomb, 8 ore 01'15” 8. Archdeacon, 8 ore 37'14” 9. Delieuvin, 8 ore 41'30” 10. Delahaye, 9 ore 18'00” 11. Labouré, 9 ore 56'16” 12. Guyonnet, 12 ore 36'40” 13. Lebrun, 13 ore 28'30” 14. Landry, 13 ore 34'40” 15. Pary, 22ore 26'00” 16. Dubois, tempo N.D. Al termine della terza tappa , la classifica assoluta vede 1º Levassor, km 527,000 in 20 ore 51'11”, media km/h 25,272; 2º Merkel 22 ore 40'27”; 3º Viet 23 ore 12'44”, 4º Mayade, 5º Doriot, 6º Berlet, 7º Archdeacon, 8º Collomb, 9º Delieuvin, 10º Labouré, 11º Landry, 12º Guyonnet, 13º Delahaye, 14º Lebrun, 15º Dubois, 16º Pary | |
| Classifica quarta tappa: 1. Berlet, km 219,000 in 7 ore 48'43”, media km/h 28,033 2. Viet, 7 ore 56'49” 3. Collomb, 7 ore 59'30” 4. Archdeacon, 8 ore 10'30” 5. Merkel, 8 ore 19'28” 6. Delahaye, 8 ore 45'18” 7. Doriot, 8 ore 59'00” 8. Delieuvin, 9 ore 28'00” 9. Landry, 9 ore 41'20” 10. Mayade, 9 ore 50'02” 11. Guyonnet, 12 ore 23'33” 12. Labouré, 12 ore 38'06” 13. Levassor, 14 ore 11'06” 14. Pary, 25 ore 37'00” 15. Lebrun, tempo N.D. 16. Dubois, tempo N.D. Al termine della quarta tappa , la classifica assoluta vede 1º Merkel, km 746,000 in 30 ore 59'55”, media km/h 24,065; 2º Viet 31 ore 09'33”; 3º Doriot 32 ore 21'25”, 4º Berlet, 5º Collomb, 6º Mayade, 7º Archdeacon, 8º Levassor, 9º Delieuvin, 10º Labouré, 11º Landry, 12º Delahaye, 13º Guyonnet, 14º Lebrun, 15º Dubois, 16º Pary | |
| Classifica quinta tappa: 1. Mayade, km 101,000 in 3 ore 06'13”, media km/h 32,542 2. Doriot, 3 ore 15'30” 3. Viet, 3 ore 18'18” 4. D'Hostingue (che ha preso la guida al posto di Levassor), 3ore 19'40” 5. Collomb, 3 ore 22'31” 6. Berlet, 3 ore 27'13” 7. Merkel, 3 ore 40'43” 8. Delieuvin, 3 ore 46'18” 9. Archdeacon, 3 ore 51'41” 10. Delahaye, 3 ore 54'30” 11. Guyonnet, 4 ore 55'00” 12. Landry, 5 ore 05'00” 13. Labouré, 6 ore 04'00” 14. Pary, 9 ore 55'00” 15. Lebrun, tempo N.D. 16. Dubois, tempo N.D. Al termine della quinta tappa , la classifica assoluta vede 1º Viet, km 847,000 in 34 ore 27'51”, media km/h 24,576; 2º Merkel 34 ore 40'38”; 3º Doriot 35 ore 36'55”, 4º Berlet, 5º Mayade, 6º Collomb, 7º Archdeacon, 8º Levassor/D'Hostingue, 9º Delieuvin, 10º Archdeacon, 11º Landry, 12º Labouré, 13º Guyonnet, 14º Lebrun, 15º Dubois, 16º Pary | |
| Classifica sesta tappa: 1. Collomb, km 101,000 in 3 ore 36'55”, media km/h 27,936 2. Delieuvin, 3 ore 43'22” 3. Mayade, 3 ore 45'54” 4. Berlet, 3 ore 45'59” 5. Merkel, 3 ore 46'29” 6. Viet, 3 ore 50'28” 7. D'Hostingue, 3 ore 52'04” 8. Doriot, 4 ore 03'03” 9. Landry, 4 ore 16'05” 10. Delahaye, 4 ore 40'49” 11. Archdeacon, 4 ore 41'30” 12. Guyonnet, 5 ore 18'35” 13. Pary, 5 ore 19'17” 14. Labouré, 6 ore 27'30” 15. Lebrun, 9 ore 15'20” 16. Dubois, 10 ore 15'45” Al termine della sesta tappa , la classifica assoluta vede 1º Viet, km 948,000 in 38 ore 18'19”, media km/h 24,748; 2º Merkel 38 ore 27'07”; 3º Doriot 39 ore 39'58”, 4º Berlet, 5º Collomb, 6º Mayade, 7º Archdeacon, 8º Levassor/D'Hostingue, 9º Delieuvin, 10º Landry, 11º Delahaye, 12º Labouré, 13º Guyonnet, 14º Lebrun, 15º Dubois, 16º Pary | |
| Classifica settima tappa: 1. Mayade, km 219,000 in 8 ore 21'10”, media km/h 26,218 2. D'Hostingue, 8 ore 45'32” 3. Berlet, 9 ore 03'45” 4. Delahaye, 9 ore 26'22” 5. Merkel, 9 ore 50'50” 6. Doriot, 10 ore 04'20” 7. Delieuvin, 10 ore 30'35” 8. Pary, 10 ore 38'03” 9. Archdeacon, 11 ore 23'19” 10. Viet, 11 ore 24'06” 11. Collomb, 12 ore 49'00” 12. Labouré, 13 ore 16'14” 13. Guyonnet, 14 ore 03'24” 14. Landry, 16 ore 23'00” 15. Lebrun, 21 ore 16'00” Al termine della settima tappa , la classifica assoluta vede 1º Merkel, km 1.167,000 in 48 ore 17'57”, media km/h 24,161; 2º Mayade 48 ore 20'53”; 3º Berlet 48 ore 59'12”, 4º Viet, 5º Doriot, 6º Levassor/D'Hostingue, 7º Collomb, 8º Archdeacon, 9º Delieuvin, 10º Delahaye, 11º Labouré, 12º Landry, 13º Guyonnet, 14º Lebrun, 15º Pary | |
| Classifica ottava tappa: 1. Mayade, km 198,000 in 6 ore 35'50”, media km/h 30,012 2. Merkel, 7 ore 03'25” 3. Delahaye, 7 ore 41'55” 4. Viet, 7 ore 50'55” 5. Collomb, 7 ore 55'35” 6. D'Hostingue, 8 ore 04'58” 7. Berlet, 8 ore 10'25” 8. Archdeacon, 8 ore 23'10” 9. Delieuvin, 8 ore 43'15” 10. Pary, 8 ore 58'52” 11. Guyonnet, 11 ore 00'30” 12. Doriot, 13 ore 28'02” 13. Labouré, 20 ore 12'00” 14. Landry, 28 ore 43'00” 15. Lebrun, tempo N.D. Al termine dell'ottava tappa , la classifica assoluta vede 1º Mayade, km 1.365,000 in 54 ore 56'43”, media km/h 24,842; 2º Merkel 55 ore 21'22”; 3º Berlet 57 ore 10'17”, 4º Viet, 5º Levassor/D'Hostingue, 6º Collomb, 7º Archdeacon, 8º Doriot, 9º Delieuvin, 10º Delahaye, 11º Guyonnet, 12º Labouré, 13º Landry, 14º Pary, 15º Lebrun | |
| Classifica nona tappa: 1. Mayade, km 209,000 in 7 ore 04'00”, media km/h 29,575 2. D'Hostingue, 7 ore 17'16” 3. Merkel, 7 ore 50'03” 4. Collomb, 7 ore 50'48” 5. Pary, 7 ore 51'46” 6. Viet, 8 ore 28'39” 7. Archdeacon, 8 ore 57'06” 8. Delahaye, 9 ore 09'15” 9. Delieuvin, 11 ore 17'30” 10. Labouré, 12 ore 29'35” 11. Berlet, 12 ore 43'12” 12. Doriot, 12 ore 43'15” 13. Guyonnet, 12 ore 50'05” 14. Landry, 15 ore 39'35” 15. Lebrun, tempo N.D. Al termine della nona tappa , la classifica assoluta vede 1º Mayade, km 1.574,000 in 62 ore 00'43”, media km/h 25,382; 2º Merkel 63 ore 11'25”; 3º Viet 66 ore 01'59”, 4º Levassor/D'Hostingue, 5º Collomb, 6º Berlet, 7º Archdeacon, 8º Doriot, 9º Delieuvin, 10º Delahaye, 11º Guyonnet, 12º Labouré, 13º Landry, 14º Pary, 15º Lebrun | |
| Classifica decima ed ultima tappa: 1. Collomb, km 137,000 in 4 ore 55'34”, media km/h 27,810 2. Viet, 4 ore 59'06” 3. Merkel, 4 ore 59'40” 4. D'Hostingue, 5 ore 01'35” 5. Archdeacon, 5 ore 05'20” 6. Pary, 5 ore 06'00” 7. Doriot, 5 ore 28'16” 8. Berlet, 5 ore 32'55” 9. Mayade, 5 ore 42'15” 10. Delahaye, 6 ore 05'30” 11. Delieuvin, 6 ore 28'40” 12. Landry, 7 ore 08'30” 13. Labouré, 8 ore 03'05” 14. Parisienne, 8 ore 12'25” | |
| Ritiri e cause: Ritirati nel corso della prima tappa - (n 12) De Dion Albert [De Dion-Bouton-Trepardoux, 15 HP, break 4 posti, a vapore] per noie alle gomme - (n 25) Esteve [Triouleyres-Benz, 4,5 HP, duc 2 posti, a petrolio] per causa imprecisata - (n 33) Ferté [Fisson-Benz, 4,5 HP, phaeton 4 posti, a petrolio] a seguito di incidente con ferimento d'uno spettatore Ritirati nel corso della seconda tappa - (n 14) Boiron [De Dion-Bouton, 0,75 HP, triciclo 1 posto, a petrolio] per una disavventura del pilota, che resta seminudo - (n 20) Bollée Amédée [Amédée Bollée, 6 HP, vis-a-vis 4 posti, a petrolio] per incidente (pilota leggermente ferito) - (n 21) Bollée Camille [Léon Bollée, 3 HP, triciclo/tandem 2 posti, a petrolio] a seguito della carica di un toro infuriato - (n 23) Bollée Léon [Léon Bollée, 3 HP, triciclo/tandem 2 posti, a petrolio] per causa imprecisata - (n 28) Rossel Edouard [Rossel-Daimler, 4 HP, duc 2 posti, a petrolio] per incidente - (n 37) Tissandier [Tissandier, 4 HP, vis-a-vis 4 posti, a petrolio] per causa imprecisata - (n 45) Rigoulot Louis [Peugeot, 4 HP, break 2 posti, a petrolio] per causa imprecisata - (n 47) Lejane [Léon Bollée, 3 HP, triciclo/tandem 2 posti, a petrolio] per causa imprecisata Non ripartiti per la terza tappa - (n 10) De Chasseloup.Laubat Gaston [De Dion-Bouton, 15 HP, break 5 posti, a vapore] per il troppo ritardo accumulato - (n 24) Valentin [Triouleyres-Benz, 4,5 HP, wagonette 4 posti, a petrolio] per il troppo ritardo accumulato Ritirati nel corso della terza tappa - (n 43) Ferradje [Rocht-Schneider, 5 HP, vis-a-vis 4 posti, a petrolio] a seguito della carica di un toro infuriato Non ripartito per la settima tappa - (n 7) Dubois P. [Pan hard & Levassor, 8 HP, omnibus 6 posti, a petrolio] per il troppo ritardo accumulato Non ripartito per la decima ed ultima tappa - (n 9) Lebrun A. [Lebrun-Daimler, 4 HP, break 2 posti, a petrolio] per il troppo ritardo accumulato | |
| Squalificati: - (n 52) Chevalier [De Dion-Biouton, 0,75 HP, triciclo 1 posto, a petrolio] squalificato alla seconda tappa, per aver compiuto parte del tragitto caricando il suo triciclo su un treno | |

Lunga ben 1.711 chilometri, la corsa, come da regolamento, viene frazionata in 10 tappe, che si disputano consecutivamente, una per giorno, senza giornate di riposo, a partire da giovedì 24 settembre. Questo il dettaglio.
- I tappa, 24 settembre (Parigi (Versailles)-Auxerre) di 178 km; itinerario: Parigi, Versailles, Corbeil, Melun, Montereau, Sens, Joigny, Auxerre
- II tappa, 25 settembre (Auxerre-Digione) di 151 km; itinerario: Auxerre, Vermenton, Avallon, Vitteaux, Digione
- III tappa, 26 settembre (Digione-Lione) di 198 km; itinerario: Digione, Beaune, Chagny, Chalon sur Saone, Tournus, Mâcon, Villefranche sur Saone, Lione
- IV tappa, 27 settembre (Lione-Avignone) di 219 km; itinerario: Lione, Vienne, Saint Vallier, Valence, Montélimar, Orange, Avignone
- V tappa, 28 settembre (Avignone-Marsiglia) di 101 km; itinerario: Avignone, Orgon, Sénas, Salon de Provence, Aix en Provence, Marsiglia
- VI tappa, 29 settembre (Marsiglia-Avignone) di 101 km; itinerario: Marsiglia, Aix en Provence, Salon de Provence, Sénas, Orogon, Avignon
- VII tappa, 30 settembre (Avignone-Lione) di 219 km; itinerario: Avignone, Orange, Montélimar, Valence, Saint Vallier, Vienne, Lione
- VIII tappa, 1º ottobre (Lione-Digione) di 198 km; itinerario: Lione, Villefranche sur Saone, Mâcon, Tournus, Chalon sur Saone, Chagny, Beaune, Digione
- IX tappa, 2 ottobre (Digione-Sens) di 209 km; itinerario: Digione, Vitteaux, Avallon, Vermenton, Auxerre, Joigny, Sens
- X tappa, 3 ottobre (Sens-Parigi, Boulevard Maillot) di 137 km; itinerario: Sens, Montereau, Melun, Corbeil, Parigi (Boulevard Maillot)

#### La sottoscrizione
Come accaduto nel 1895 per la Paris-Bordeaux-Paris, anche in questa occasione il Comitato organizzatore della corsa apre una sottoscrizione al fine di reperire fondi per la costituzione del monte-premi. Tra i primi a rispondere, con la considerevole somma di 10.000 franchi, è James Gordon Bennett. Complessivamente vengono raccolti quasi 50.000 franchi.

#### Le forze in campo: uomini e macchine
Esaminando l'elenco degli iscritti – che pure raggiunge la ragguardevole cifra di 52 unità – si rileva che i veri gentlemen sono pochissimi, ed il motivo è da ricercare nel fatto che la partecipazione “ufficiale” delle fabbriche preclude loro a priori qualsiasi possibilità di affermazione. Al “via” definitivo da Versailles sì presentano effettivamente 31 veicoli, ivi compresi i 5 motocicli che hanno brillantemente superato la prova Paris-Mantes-Paris disputatasi domenica 20 settembre. Se il numero dei partecipanti può essere considerato non eccezionale, la qualità degli stessi (conduttori e macchine) è invece indubbiamente assai valida: tra i piloti spiccano infatti i nomi del Conte De Dion, di Doriot, di Levassor, di Mayade (tutti già distintisi sia alla Paris-Rouen del 1894 che alla Paris-Bordeaux-Paris del 1895), mentre tra le macchine figurano i nomi di tutte le fabbriche francesi più celebri e affermate del momento. Si contano infatti 7 De Dion-Bouton (5 tricicli a benzina e 2 vetture a vapore), 5 Bollée (4 tricicli/tandem Léon Bollée ed una Amédée Bollée), 4 Panhard & Levassor, 3 Peugeot, 2 Delahaye, 2 Parisienne e 2 Triouleyres. Con una unità ciascuna, troviamo anche la Fisson, la Landry et Beyroux, la Lebrun, la Rochet-Schneider, la Rossel e la Tissandier.
- La Amédée Bollée è presente con una “vis-a-vis” condotta dallo stesso Amédée, munita di motore a benzina bicilindrico di 2,3 litri di cilindrata, raffreddato ad aria e con circa 6 HP di potenza. Anche se non si tratta di una “prima assoluta”, la vettura si fa notare per essere la sola ad avere il volante di guida in luogo della barra.
- La De Dion-Bouton scende in campo con ben 5 dei suoi recenti tricicli a benzina (che già stanno diffondendosi in tutta la Francia) e con due vetture a vapore munite del motore Compound, assai simili a quelle già distintesi nelle due precedenti grandi corse francesi.
- La Delahaye è presente con due “Break” a 4 posti, del tipo “6 cavalli” uscito recentemente, con un motore bicilindrico a benzina, raffreddato ad acqua, di 2.513 cm³ di cilindrata. Una di queste è portata in gara dal costruttore, Emile Delahaye, l'altra da Ernest Archdeacon.
- La Fisson è una 4 posti con motore a benzina Benz erogante una potenza di circa 4,5 HP.
- La «Cie des moteurs et autos M.L.B.», meglio conosciuta come Landry et Beyroux, si presenta con una vettura azionata da un motore (posteriore) monocilindrico a benzina che dovrebbe avere una potenza di circa 5,5 HP. Anche in questo caso, la vettura è pilotata da uno dei costruttori, Landry.
- Lebrun partecipa alla guida di una vettura da lui stesso realizzata, munita di motore a benzina Daimler a 2 cilindri a V da 4 HP, montato posteriormente.
- Figlio di Emédée Bollée, uno dei più importanti costruttori francesi di veicoli a vapore, Léon Bollée dedica invece il suo interesse ai motori a combustione interna, a benzina, realizzando sul finire del 1895 (il brevetto reca la data del 4 dicembre 1895), un originale veicolo a 3 ruote a 2 posti “in tandem” di cui 4 esemplari prendono parte a questa corsa. Tra le caratteristiche che distinguono questo originale veicolo a tre ruote (il cui motore monocilindrico di 641 cm³ eroga circa 3 HP), da segnalare il centro di gravità molto abbassato e la adozione degli pneumatici (Michelin) che assolvono anche alla funzione di elemento di sospensione (il veicolo non ha balestre, né molle).
- Delle 4 Panhard & Levassor che si presentano al “via”, due (numeri di gara 5 ed 8) sono dotate di motore Phenix da 4 HP (due cilindri, 1206 cm³) del tipo dell'anno precedente (1895), mentre le altre due sono decisamente più potenti: la numero 7 è una bicilindrica con carrozzeria tipo “Omnibus” a 6 posti, mentre la numero 6, assai interessante, è una più recente 4 cilindri da 2,4 litri.
- Le 2 Parisienne in gara altro non sono se non delle Benz Viktoria ultimo tipo con motore a benzina monocilindrico da 2,9 litri e 4,5 HP di potenza
- Altra casa francese di solide tradizioni, la Peugeot è in corsa con tre macchine a benzina: due di esse (numeri 44 e 45) adottano gli pneumatici Michelin e un nuovo motore a 2 cilindri di appena 1396 cm³ e 4 HP di potenza, mentre la terza (numero 46) è una pesante “Wagonette” munita di gomme piene e del vecchio motore Daimler.
- La Rochet Schneider presenzia con una vettura a benzina dotata di motore monocilindrico da 5 HP. *Edouard Rossel prende il “via” con una vettura, molto somigliante alle Peugeot, che reca il suo nome e che è azionata da un motore Daimler a 2 cilindri, raffreddato ad acqua, di circa 4 HP.
- Tissandier prende parte alla manifestazione con una omonima vettura a benzina da 4HP.
- Chiudono la rassegna le due Triouleyres, fabbricate dalla Compagnie Générale des Automobiles di Parigi: entrambe, derivate dalla Benz, hanno motore monocilindrico a benzina da 4,5 HP sistemato posteriormente.

#### La cronaca della corsa
Parigi, giovedì 24 settembre 1896, ore 9: alla presenza del solito folto pubblico entusiasta ed incuriosito, 31 veicoli (tutti quelli riunitisi in Place Charles-de-Gaulle) lasciano la piazza e si avviano in colonna verso Versailles, dove è fissato il vero traguardo di partenza. Già in questa pur breve sfilata, che nulla ha di agonistico, una vettura (la n 37, la Tissandier pilotata dallo stesso costruttore) è in difficoltà: solo a fatica raggiungerà il posto di partenza e si avvierà, alle 11 e 37, per ultima, mezz'ora esatta dopo che il primo concorrente (il n 33, Ferté su Fisson) ha preso il via dalla Place d'Armes. Ed è proprio Ferté il primo, suo malgrado, a far parlare di sé: subito dopo la partenza, infatti, urta un incauto spettatore (che fortunatamente riporta soltanto qualche contusione) e si ritira. Questa prima tappa di 178 chilometri che conduce i concorrenti ad Auxerre, è piuttosto facile; il tempo favorevole fa il resto, per cui le velocità medie tenute dai mezzi più veloci sono notevoli. Il migliore in assoluto è Lejane, il quale, col suo triciclo/tandem Léon Bollée (n 47) da 3 cavalli, impiega poco più di 5 ore e mezza a coprire l'intera distanza, a quasi 32 chilometri orari. Lejane precede altri due veicoli leggeri, il triciclo De Dion-Bouton di Collomb e l'altro triciclo/tandem Léon Bollée di Camille Bollée. Primo tra coloro che dispongono di vere e proprie vetture e 4º assoluto è Ernest Archdeacon con la sorprendente Delahaye 6 HP, che giunge tuttavia staccato di circa un'ora dal leader del momento, il già citato Lejane. La prima Panhard – la 4 HP di Merkel – si trova al 5º posto, mentre le Peugeot procedono con sensibili ritardi, tanto che la migliore di esse (quella di Doriot) è solo quattordicesima. Disastrose le prestazioni delle due macchine a vapore: quella del Conte Albert De Dion, che pure aveva assunto il comando della corsa nelle fasi iniziali, è costretta al ritiro per ripetute noie alle gomme, mentre l'altra, portata in gara dal Conte De Chasseloup. Laubat, è ultima, causa il gran tempo perso per rimediare alla rottura di un asse. Complessivamente, 28 veicoli raggiungono Auxerre, mentre i ritiri sono 3: il De Dion a vapore del Conte De Dion, la Fisson di Ferté e la Triouleyres di Estive. I 28 superstiti affrontano la seconda frazione, da Auxerre a Digione (151 km) che, all'esatto opposto di quanto accaduto il giorno prima, vede il moltiplicarsi delle difficoltà: ad un percorso già di per sé più difficile, viene ad aggiungersi il maltempo, una bufera di vento e pioggia che si abbatte in zona con violenza. Costretti a battere una strada a tratti allagata e spesso sbarrata da alberi sradicati ed a lottare contemporaneamente con un forte vento, gli sfortunati partecipanti alla corsa devono davvero impegnarsi a fondo per portare a compimento questi interminabili 151 chilometri. Ovviamente l'asprezza della tappa decima le macchine in gara: ben 8 sono costrette al ritiro. Amédée Bollée, con la 6 HP recante il suo nome, va a cozzare contro un albero divelto dal vento, ferendosi anche leggermente, ma dovendosi comunque ritirare. Boiron, che segue a breve distanza la Bollée, riesce ad arrestare il suo triciclo De Dion-Bouton ma, nell'improvvisa manovra, si procura un vistoso strappo ai pantaloni e, sceso dal veicolo, finisce per trovarsi seminudo perché il vento quasi gli strappa gli abiti di dosso: anche lui deve ritirarsi. I tricicli/tandem Léon Bollée, tanto brillantemente comportatisi il giorno prima, non reggono alla bufera o sono bersagliati dalla sfortuna: due di loro (tra cui quello di Lejane, che si era aggiudicato la prima tappa) si ritirano per cause imprecisate, un terzo (il n 21 di Camille Bollée) deve abbandonare a seguito dei danni provocati dalla carica di un toro, mentre il quarto, condotto da Pary, è attardatissimo ed impiega quasi 33 ore e mezza per percorrere 151 chilometri. Gli altri ritiri riguardano la Tissandier di Tissandier, la Peugeot n 45 di Rigoulot e la Rossel di E. Rossel; quest'ultima è vittima di un curioso incidente: giunto alla sommità di una salita (grazie soprattutto alle spinte sue e del suo compagno di viaggio) ferma la vettura per riprendere le forze. La vettura rimane così abbandonata ma, grazie anche all'azione del vento, prende a muoversi autonomamente e, incontrollata, acquista velocità lungo la discesa finendo rovinosamente fuori strada. Il n 52, Chevalier, viene invece squalificato per aver compiuto parte del percorso servendosi del treno! Tra coloro che invece portano a buon fine questa micidiale seconda tappa, da segnalare il n 42 (Emile Delahaye su Delahaye) che perde un sacco di tempo perché, impossibilitato a rimuovere un albero divelto che ostruisce la carreggiata, è costretto a segarlo in tre parti. Fortemente attardati il Conte G. De Chasseloup.Laubat (De Dion-Bouton a vapore) e Valentin (triciclo De Dion-Bouton): il loro distacco è talmente elevato che i due decidono di non ripartire per la tappa successiva. La classifica finale della tappa vede la schiacciante superiorità delle Panhard & Levassor, che occupano i primi 4 posti (Mayade, Levassor, Merkel e Dubois) davanti alla Rochet-Schneider di Ferradje e alla Peugeot di Doriot. Le enormi difficoltà della tappa, dunque, mettono in evidenza le qualità delle Panhard & Levassor mentre penalizzano i leggeri tricicli e molte delle vetture: alla fine soltanto le Peugeot, le Delahaye e la Rochet-Schneider ottengono prestazioni di rilievo. La terza tappa, lungo i quasi 200 chilometri da Digione a Lione, è di tracciato molto più agevole, anche se il tempo, non ancora ristabilito, ostacola ancora la marcia dei 17 veicoli rimasti in gara, i quali spesso trovano la sede stradale ingombra di pietre e di alberi o addirittura di pali del telegrafo rovesciatisi il giorno prima e non ancora rimossi. Se da un lato le condizioni del tempo sono in miglioramento, ecco però che i concorrenti si trovano spesso a dover fare i conti con i tori e gli animali domestici in genere: per esempio la Rochet-Schneider di Ferradje, che stava procedendo onorevolmente, deve purtroppo ritirarsi dopo l'incontro non proprio pacifico con un toro. In questa terza tappa il più veloce è ancora Mayade con la 8 HP Panhard & Levassor (media 30,501 km/h) il quale, dopo una prima tappa all'insegna della sfortuna, sta recuperando alla grande. Mayde precede Berlet con la peugeot, Levassor (Panhard & Levassor), Doriot (Peugeot), Viet (De Dion-Bouton triciclo) e Merkel (Panhard & Levassor). Fortemente attardata è invece la Panhard & Levassor “omnibus” di Dubois, che ha dovuto essere riparata lungo la strada dopo il ribaltamento seguito alla collisione con un carro: da segnalare che uno dei passeggeri, tale Noblesse, si procura serie ferite. La classifica generale per somma dei tempi, al termine della terza tappa, vede in prima posizione la Panhard & Levassor 4 HP di Levassor, seconda l'altra Panhard & Levassor di Merkel, terzo il triciclo De Dion-Bouton di Viet, quarto Mayade con la Panhard & Levassor da 8 HP, quinta e sesta le due Peugeot di Doriot e di Berlet. La quarta tappa, la più lunga della gara (Lione-Avignone, km 219) è purtroppo caratterizzata da un grave incidente di cui rimane vittima Emile Levassor a causa di un cane. Anche i cani, come i tori, cominciano a dimostrare tutta la loro inimicizia nei confronti dei veicoli a motore, aggredendo gli automobilisti in transito non appena se ne presenta l'occasione. Le strade di Francia vengono così cosparse di cadaveri canini e più di un concorrente rimane ferito dall'aggressione o finisce fuori strada: a 500 metri da La Palud, la panhard & Levassor n 5, guidata da Emile Levassor, si rovescia in un fossato proprio per evitare l'ennesimo investimento di un cane; Emile Levassor riporta alcune ferite ma la macchina, non eccessivamente danneggiata, può continuare la corsa. Il coraggioso levassor guiderà ancora sino ad Avignon, dove cederà la macchina nelle mani di D'Hostingue. Attardata la Panhard & Levassor n 5, il miglior tempo in questa quarta tappa è spiccato dalla Peugeot di Berlet che, grazie a questa prestazione, risale due posti nella classifica per somma dei tempi. Altre ottime prestazioni sono fornite dai tricicli De Dion-Bouton (2º Viet, 3º Collomb, 8º Delieuvin), dalle 2 Delahaye (4º Archdeacon, 6º Emile Delahaye) e, naturalmente, dalle Panhard & Levassor (5º Merkel e 10º Mayade).
Nella classifica generale assoluta, la posizione di testa è comunque assunta da Merkel con la Panhard & Levassor, davanti al triciclo di Viet ed alla Peugeot di Doriot. Il 28 settembre, data di disputa la quinta tappa (ultima del percorso di andata), i 16 concorrenti ancora in lizza possono finalmente godere di una bella giornata di sole: anzi, il vento favorevole e la brevità della frazione influiscono sulla velocità dei veicoli. Il più veloce, Mayade, riesce così a coprire i 101 chilometri da Avignone a Marsiglia in 3 ore 6 minuti e 13 secondi alla media di 32,542 km/h, la più elevata finora registrata in qualsiasi competizione automobilistica su strada. All'arrivo a Marsiglia, dopo 847 chilometri, praticamente a metà corsa la classifica si presenta così delineata: 1º Viet (triciclo De Dion-Bouton) in 34 ore 27'51”, media 24,576 km/h; 2º Merkel (Panhard & Levassor 4 HP) a 12'47”; 3º Doriot (Peugeot 4 HP) a 1 ora 09'04”; 4º Berlet (Peugeot 4 HP) a 1 ora 42'17”; 5º Mayade (Panhard & Levassor 8 HP) a 1 ora 45'58”; 6º Collomb (triciclo De Dion-Bouton) a 1 ora 54'11”; 7º Archdeacon (Delahaye 6 HP) a 2 ore 31'32”; 8º Levassor/D'Hostingue (Panhard & Levassor 4 HP) a 3 ore 54'06”; 9 Delieuvin (triciclo De Dion-Bouton) a 8 ore 02'03”; 10º Delahaye (Delahaye 6 HP) 12 ore 31'32”; seguono 11º Landry (Landry et Beyroux), 12º Labouré e 13º Guyonnet (entrambi su Parisienne); infine, staccatissimi: 14º Lebrun (Lebrun), 15º Dubois (Panhard & Levassor, omnibus), 16º ed ultimo Pary (Léon Bollée).
La situazione appare dunque assai incerta, almeno per le prime posizioni. L'incidente occorso alla Panhard & Levassor n 5 ha consentito a Viet di portarsi in testa ma le Panhard & Levassor e le Peugeot lo seguono minacciose, non troppo attardate. I distacchi, considerate le circostanze e le centinaia di chilometri che mancano al traguardo finale, sono colmabili: tutto può ancora succedere, i primi otto in classifica possono tutti sperare.
Alla sera, una festa si tiene a Marsiglia in onore dei concorrenti e, in generale, di tutti coloro (organizzatori, Giudici, etc) che in qualche modo hanno a che fare con la corsa. L'indomani mattina nella città l'entusiasmo è alle stelle: la folla che riempie le strade per assistere alla partenza delle macchine è stimata in 50.000 persone. La sesta tappa, da Marsiglia ad Avignone, è ancora piuttosto veloce. I tricicli De Dion-Bouton lottano strenuamente per mantenersi nelle prime posizioni ma Viet, pur conservando la testa nell'assoluto, viene avvicinato dalla Panhard & Levassor di Merkel. Dopo la rinuncia di Dubois con l'omnibus Panhard (il cui distacco si contava ormai ad intere giornate) sono 15 i concorrenti che affrontano la settima tappa, la Avignone-Lione, di 219 km, ancora una volta avversata dalle condizioni del tempo non proprio ideali (questa volta si tratta solo di un forte vento contrario). I tricicli perdono terreno, Viet precipita dal 1º al 4º posto assoluto, Mayade con la 8 HP Panhard & Levassor si aggiudica la tappa e si riporta al 2º posto, mentre in testa alla corsa è ora Merkel (4 HP Panhard & Levassor). Buona anche la prova di Berlet con la Peugeot: 3º di tappa, diventa anche 3º assoluto. La ottava tappa, che conduce i superstiti da Lione a Digione, è contrassegnata da una ennesima superlativa prestazione di Mayade, grazie alla quale, oltre ad aggiudicarsi la frazione, riesce a superare Merkel e ad impossessarsi del primo posto nell'assoluta. A due tappe dal termine, quando mancano ancora soltanto 346 chilometri alla fine, la classifica vede al primi posti, dopo Mayade, Merkel (staccato di circa 25 minuti), Berlet (a più di 2 ore dal primo), Viet (a circa 2 ore e mezza), Levassor/D'Hostingue (a 4 ore abbondanti) e Collomb (a quasi 6 ore). È evidente che, colpi di scena a parte, la lotta per la vittoria finale è ormai ristretta alle due Panhard & Levassor di Mayade e Merkel, alla Peugeot di Berlet ed al triciclo di Viet. La nona tappa (Digione-Sens) è ancora appannaggio di Mayade, che quindi rafforza la sua posizione di leader portando a più di un'ora il vantaggio sul secondo, il sempre ottimo Merkel. Chi, tra il gruppetto dei concorrenti di testa, è invece attardato da noie meccaniche è Berlet con la Peugeot, che scende dal 3º al 6º posto nella classifica assoluta e deve quindi abbandonare qualsiasi residua speranza di affermazione.

#### L'arrivo a Parigi
Finalmente, il 3 ottobre si corre l'ultima tappa, la Sens-Paris di 137 chilometri. A Parigi, alla Porta Maillot (nei pressi del Restaurant Gillet) è fissata la linea del traguardo finale. Si prevede che i primi giungano attorno a mezzogiorno, ma già molte ore prima comincia a radunarsi una gran folla festante e vociante. Molti affluiscono nella zona con i propri tricicli o con le proprie vetture, tanto che la strada assume l'aspetto di un motor-show!
La tappa segna l'affermazione del triciclo De Dion-Bouton di Collomb, il quale ha l'onore di tagliare per primo il traguardo al Boulevard Maillot esattamente alle ore 12, 18 minuti e 34 secondi. Ma la vittoria assoluta, nonostante una prestazione mediocre nell'ultima tappa, non sfugge al bravo Emile Mayade con la 8 HP Panhard & Levassor, che ottiene la media generale di km/h 25,267. I 14 concorrenti cronometrati all'arrivo vengono classificati in questo ordine: 1º Mayade (Panhard & Levassor) in 67 ore 42' 58”, 2º Merkel (Panhard & Levassor) a 28 minuti, 3º Viet (triciclo De Dion-Bouton) a 3 ore e 18 minuti, 4º Levassor/D'Hostingue (Panhard & Levassor) a 3 ore e 40 minuti, 5º Collomb (triciclo De Dion-Bouton) a 5 ore e 47 minuti, 6º Berlet (Peugeot) a 7 ore e 43 minuti, 7º Archdeacon (Delahaye) a 7 ore e 47 minuti, 8º Doriot (Peugeot) a 13 ore e 41 minuti, 9º Delieuvin (triciclo De Dion-Bouton) a 15 ore e 30 minuti, 10º Delahaye (Delahaye) a 16 ore e 44 minuti, 11º Guyonnet (Parisienne) a 34 ore e 59 minuti, 12º Labouré (Parisienne) a 40 ore e 56 minuti, 13º Landry (Landry et Beyroux) a 52 ore e 1 minuto, 14º Pary (triciclo/tandem Léon Bollée) a 73 ore e 28 minuti. A Parigi giungono anche, alcune ore dopo, molti dei concorrenti eliminati nelle tappe precedenti, che si presentano al traguardo d'arrivo – quantunque fuori classifica – preferendo effettuare il viaggio con i propri mezzi piuttosto che caricare la macchina su un vagone ferroviario.

#### Commenti alla corsa
La Paris-Marseille-Paris ha segnato dunque un nuovo trionfo del motore a scoppio e anche, se vogliamo, dei mezzi leggeri, mentre le macchine a vapore hanno nuovamente mostrato i loro limiti, tanto che, delle due al via, nessuna era più in gara dopo appena 329 chilometri. Dal punto di vista tecnico si sono notati alcuni progressi, tra cui la conferma degli pneumatici Michelin, che, se non ancora generalizzati (le tre Panhard & Levassor piazzatesi al 1º, 2º e 4º posto montavano tutte le gomme piene) sono stati adottati da un discreto numero di veicoli, e la apparizione della accensione elettrica del motore. Le macchine più a punto, veloci e resistenti, si sono mostrate, come previsto, le Panhard & Levassor, ed in particolare la più recente realizzazione della casa, la 4 cilindri/8 cavalli che ha poi finito per avere la meglio sulle altre. Anche i tricicli De Dion-Bouton hanno mostrato doti di affidabilità e di velocità davvero apprezzabili. Buona nell'insieme la corsa delle Peugeot: la già anziana e conosciutissima Casa francese ha coraggiosamente fatto gareggiare due sue vetture munite del nuovo motore bicilindrico orizzontale non ancora collaudato a fondo, il quale ha fatto un'ottima impressione anche se noie all'accensione non gli hanno consentito di esprimersi appieno: probabilmente, se questi inconvenienti fossero stati riscontrati in fase di collaudo ed eliminati, la Peugeot avrebbe potuto impensierire maggiormente le rivali Panhard & Levassor e, magari, aggiudicarsi addirittura la corsa. Più arduo esprimere un giudizio sugli originali tricicli/tandem di Léon Bollée, dal momento che, dopo essersi dimostrati velocissimi nella tappa iniziale, essi non hanno poi retto alla bufera scatenatasi sulle strade della gara nella seconda giornata: solo le prossime gare potranno chiarire se la debacle alla Paris-Marseille-Paris è stata determinata dalla sfortuna o se viceversa questi tricicli sono davvero troppo fragili.
Rimarchevole pure la corsa delle due Delahaye che, al pari delle due Parisienne, hanno entrambe portato a termine il percorso in discreta posizione.
Quanto ai piloti, la vittoria di Mayade è stata più che meritata (basti ricordare che si è aggiudicato 6 tappe su 10) anche se non c'è dubbio che la lotta sarebbe stata più avvincente ed incerta se il più diretto avversario, Levassor, non fosse rimasto vittima del grave incidente durante la quarta tappa.
Tutti gli altri meritano un plauso per il solo fatto di essere riusciti a concludere la gara, anche se vanno particolarmente ricordati Collomb (2 vittorie di tappa col suo triciclo), Berlet (che si è aggiudicato una tappa con la sua Peugeot) e Viet (triciclo De Dion-Bouton) il quale, pur non avendo avuto la soddisfazione di vincere una tappa, si è sempre mantenuto nel gruppetto dei primi grazie alla sua regolarità ed è stato anche, nelle fasi centrali della competizione, al comando della classifica assoluta per somma di tempi. Subito dopo la conclusione della corsa, le vetture reduci dalla estenuante maratona sono state esposte, come da programma, al Palazzo dell'Industria. Quanto agli aspetti per così dire “economici” della gara, gli organizzatori rendono di pubblico dominio il bilancio, che vede un attivo 65.742 franchi (sottoscrizioni, iscrizioni, introiti delle Esposizioni di Marsiglia e di Parigi) un accantonamento di 2560 franchi (per fronteggiare eventuali reclami) ed un passivo 63.182 franchi (24.182 per spese generali e diverse e 39.000 di monte-premi suddiviso in base alla formula un po' complicata prevista dal Regolamento). I premi più consistenti vanno ovviamente al vincitore (15.626 franchi), mentre a Merkel vanno 6.813 franchi, a Berlet 4.269, a Levassor/D'Hostingue 3.406, a seguire altri con premi di minore entità.

### La Emancipation Run da Londra a Brighton
| Emancipation Run / London-Brighton 1896 | |
| Codice | 00019.1896 |
| Nazione | Gran Bretagna |
| Località | Londra (Hotel Metropole) |
| Data | sabato 14 novembre 1896 |
| Tipo gara | gita turistica su strada, trasformata da alcuni partecipanti in corsa di velocità su strada |
| Percorso | Londra (Hotel Metropole in Viale Northumberland), Westminster Bridge, Lambeth, Palace Road, Harleyford, Kennington Oval, Brizton Road, Croydon, Reigate (sosta per il pranzo, non osservata dai “velocisti”), Crawley, Preston Park di Brighton, Brighton (Hotel Metropole) per complessivi km 86 circa (a) |
| Veicoli ammessi | qualsiasi mezzo con trazione non animale |
| Partiti | 32 (26 a petrolio/benzina, 1 a vapore, 5 elettrici) |
| Arrivati | 22 (dato stimato) |
| Ritirati | 10 (dato stimato) |
| Incidenti: A Crawley, una vettura Duryea investe una bambina (di nome Dyer) sfuggita ai genitori: la piccola riporta serie ferite | |
| Curiosità e primati: - prima manifestazione motoristica (parzialmente agonistica) svoltasi in Gran Bretagna | |
| Classifica generale assoluta: 1. (n N.D.) Bollée Léon [Léon Bollée, 3 HP, triciclo/tandem 2 posti, a petrolio] 3 ore 44'35”, media km/h 22,441 (a) 2. (n N.D.) Bollée Camille [Léon Bollée, 3 HP, triciclo/tandem 2 posti, a petrolio] 4 ore 00'20” (distacco 15'45”) 3. (n 48) Duryea Charles (b) [Duryea, 2 posti, a petrolio] tempo N.D. 4. (n N.D.) Pilota N.D (c) [Panhard & Levassor, 4 HP-mod 1896, break 4 posti, a petrolio] 5 ore 01'10” (distacco 1 ora16'35”) 5. (n N.D.) Mayer Otto (d) [Panhard & Levassor, 4 HP-mod. 1895, 2 posti, a petrolio] 6 ore 07'30” (distacco 2 ore 22'55”) 6. (n N.D.) Mayade Emile (e) [Panhard & Levassor, 8 HP-mod 1896, phaeton 4 posti, a petrolio] 6 ore 08'15” (distacco 2 ore 23'40”) | |
| Note alla Classifica generale assoluta: La classifica sopra riportata, ancorché limitata a sei veicoli, non riveste carattere di ufficialità ed è assolutamente indicativa, trattandosi oltretutto di una gita turistica trasformata in corsa di velocità da una parte soltanto dei partecipanti alla gita; contestazioni (irrisolte) riguardano poi la posizione in classifica della vettura Duryea | |
| Principali ritiri e cause: - Pennington [Pennington, triciclo 2 posti, a petrolio] per perdita di una ruota - Duncan H.O. [Léon Bollée, 3 HP, triciclo/tandem 2 posti, a petrolio] per incidente | |
| Note: - (a) la lunghezza del percorso è approssimativa, al pari della media oraria - (b) l'identità del conduttore è stimata e la posizione in classifica (3º posto) è oggetto di (irrisolte) contestazioni - (c) trattasi della Panhard & Levassor seconda classificata alla Paris-Marseille-Paris 1896, con a bordo il Conte di Wilchinsea - (d) trattasi della Panhard & Levassor vincitrice della Paris-Bordeaux-Paris 1895, con a bordo Harry J. Lawson - (e) trattasi della Panhard & Levassor vincitrice della Paris-Marseille-Paris 1896. L'identità del conduttore è stimata | |

Il 14 novembre 1896 è una data che gli inglesi ricorderanno a lungo. È la giornata in cui si svolge la loro prima manifestazione motoristica su strada, una sorta di gita turistica sul percorso da Londra a Brighton.
Lo scopo della manifestazione è quello di festeggiare la abolizione delle arcaiche severe norme sulla circolazione: per ben 35 anni (1861-1896) gli inglesi hanno dovuto osservare le leggi dette “Locomotive Act” che imponevano ai veicoli semoventi velocità davvero ridicole e che prevedevano addirittura che ogni mezzo dovesse essere preceduto da un pedone agitante una bandiera rossa.
Grazie all'azione dinamica e caparbia di sir David Salomons (Presidente della Self Propelled Traffic Association), di Harry J. Lawson (Presidente del Motor Car Club e Direttore del British Motor Syndicate) e di H.O.Duncan e Charles Mac Robie Turrell (rispettivamente Rappresentante e Segretario del British Motor Syndicate), il Parlamento inglese ha emanato una serie di nuove norme (Locomotive on highways acts) meno severe, che consentono, ad esempio, una velocità di marcia su strada di circa 19 km/h.
Tra coloro che maggiormente contribuiscono all'organizzazione della gita turistica - chiamata anche Emancipation Run – è Harry J. Lawson, il quale pensa subito di trasformare questa “passeggiata” in una prova dimostrativa per scuotere l'opinione pubblica e quindi le masse.
Per questa ragione Lawson chiede all'amico Duncan di fare ogni passo possibile per ottenere la partecipazione dei piloti francesi più conosciuti e la cui fama, dopo la Paris-Bordeaux-Paris del 1895 e la recente Paris-Marseille-Paris, è giunta fino all'Inghilterra.
Duncam riesce a convincere Emile Mayade (il fresco vincitore della grande corsa a tappe francese) nonché i fratelli Léon e Camille Bollée, i quali parteciperanno in prima persona alla gara con i loro tricicli/tandem.
Il programma della gita turistica prevede che i partecipanti si radunino davanti all'Hotel Metropoli alle 9 del mattino per partire alla volta di Brighton attorno alle 10 e 30, dopo una colazione nei locali dell'Hotel. L'itinerario è: Hotel Metropoli, Westminster Bridge, Lambeth, Palace Road, Harleyford, Kennington Oval, Brixton Road. Fino a questo punto, tutti dovranno seguire la “auto-pilota” (con a bordo Lawson) senza superarla, mentre da Brixton in poi ogni partecipante potrà regolare la sua andatura come meglio vorrà, anche se gli organizzatori raccomandano di non compromettere la riuscita della manifestazione con manovre imprudenti. Dopo Brixton, le località da toccare sono Croydon, Reigate (dove i partecipanti potranno fermarsi per il pranzo) e Crawley, per giungere finalmente al Preston Park di Brighton, dove tutti si arresteranno per poi fare ingresso in città, preceduti dall'auto-pilota, ad andatura molto moderata. In serata, un banchetto al Metropoli Hotel chiuderà la giornata.
Il percorso misura circa 52 miglia: 4 nel tratto iniziale tra l'Hotel Metropol di Londra e Brixton Road e 48 da Brixton Road al Preston Park di Brighton. Si tratta di un percorso piuttosto difficile, al punto che molti criticano questa scelta.
Alla manifestazione si iscrivono in 58 ma, come sempre, le partecipazioni effettive si riducono a 32. Tra i partecipanti, spiccano i nomi di Harry J. Lawson (a bordo dell'auto-pilota, che è poi la stessa Panhard & Levassor affermatasi nella Paris-Bordeaux del 1895), di Gottlieb Daimler (a bordo di una delle sue vetture, sulla quale prendono posto anche F.R.Simms, Vicepresidente del Motor car Club, e Van Toll), dei fratelli Léon e Camille Bollée (ciascuno su un triciclo/tandem di loro fabbricazione), di H.O. Duncan (anch'egli alla guida di un triciclo/tandem Bollée, su cui sale anche il Senatore Turrell), di S. Gorton (che dispone di un triciclo inglese New Beeston munito di motore De Dion-Bouton) di Charles Mac Robie Turrell, del Conte di Wilchinsea, dei fratelli americani Charles e J. Frank Duryea (con le loro due leggere vetture a benzina) e di Pennington con un suo triciclo a due posti.
Esaminando i 32 veicoli in gara, si contano diverse Daimler, quattro Roger con motore Benz, cinque vetture elettriche (3 Britannia e 2 Bersey), un biciclo francese a vapore, tre Léon Bollée (ad una quarta vetturetta Bollée non viene consentito di partecipare perché trovata con i fanali non funzionanti), un triciclo New Beeston-De Dion Bouton, un triciclo Pennington, una Arold con motore Benz, due Duryea. E poi le Panhard & Levassor, naturalmente.
Alla vigilia della Paris-Marseille-Paris, a settembre, i tre massimi esponenti del British Motor Syndicate (Harry J. Lawson, H.O. Duncan e Charles Mac Robie Turrell) recatisi in Francia e incontrato Emile Levassor, gli proponevano di vender loro la vettura vittoriosa alla Paris-Bordeaux-Paris. Levassor, che non si aspettava una simile richiesta, rifletteva un momento, poi sparava una cifra piuttosto elevata, 30.000 franchi. Ma i tre inglesi, per nulla spaventati dalla cifra, accettavano immediatamente ed entravano così in possesso della “mitica” Panhard & Levassor “numero 5”. Ma non era ancora finita. Rimasti in Francia per seguire la grande corsa ed ammaliati dalla nuova affermazione delle Panhard & Levassor, essi offrivano 75000 franchi in cambio delle tre vetture meglio piazzate. Ancora una volta Emile Levassor, anche se poco convinto, accettava, probabilmente sedotto dall'entità dell'offerta, e così le tre Panhard & Levassor prendevano la via del suolo inglese. Tutte e quattro queste Panhard & Levassor sono presenti al via della Londra-Brighton: quella del 1895 è l'auto-pilota (condotta da Otto Mayer e recante a bordo Lawson), le altre tre vengono portate in gara dal Conte di Wilchensea, da C.M.R. Turrell e da un non meglio precisato gruppo di automobilisti parigini (alla guida quasi certamente è Emile Mayade).
Nei giorni immediatamente precedenti il fatidico 14 novembre, sono stati fatti grandi preparativi ed il Salone centrale del Municipio di Holborn è stato messo a disposizione del Motor Car Club per essere adibito a deposito per le macchine provenienti dall'Europa continentale e dall'interno. Qui, venerdì 13 novembre, alla sera, se ne possono contare una ventina: alcuni appassionati sono talmente impazienti di provare che, allo scoccare della mezzanotte (cioè appena il 14 novembre ha legalmente inizio) portano fuori i loro veicoli per una breve corsa lungo le strade ormai deserte. Meteorologicamente parlando, la mattinata di sabato 14 novembre inizia piuttosto male. Durante la notte è caduta una notevole quantità di pioggia e tutto ora è umido, tetro, cupo. E non manca la nebbia.
Tra Holborn ed il punto d'inizio della manifestazione, la folla aumenta via via di densità. La polizia fa disporre i veicoli accanto al marciapiede, secondo l'ordine di partenza. Poi il rito della colazione: vi partecipano circa 150 persone, sotto la presidenza del Conte di Wilchinsea. Sono presenti molti notabili, sia del bel mondo inglese sia dell'ambiente automobilistico: anche Gottlieb Daimler è della partita. Prima della conclusione della colazione, uno dei vicepresidenti del Motor Car Club fa la solita breve dichiarazione, dopodiché il Conte di Wilchinsea compie un gesto significativo: strappa una bandierina rossa, come quella che – fino al giorno prima – doveva, per legge, precedere ogni automobile.
Fuori dall'albergo, intanto, la folla straripa ed invade la sede stradale. Alle 10 e 40 Harry J. Lawson, nell'auto-pilota, dà il segnale di inizio: una decina di poliziotti a cavallo va e viene, incontrando non poche difficoltà per riuscire a sgomberare un tratto di strada sufficientemente ampio per consentire al corteo di proseguire. Bene o male, i 32 veicoli partono. La folla è sempre più numerosa e, malgrado gli sforzi della polizia, il corteo viene ripetutamente costretto ad interrompere la marcia. In più, le strade sono scivolose e infangate. A Brixton, il motore dell'auto-pilota mostra segni di surriscaldamento e si ferma momentaneamente: del fatto approfittano immediatamente le auto più veloci, che non aspettavano altro per allontanarsi rapidamente.
Sono le Panhard & Levassor, le piccole Bollée, il triciclo Pennington e le due auto americane Duryea a prendere il largo, a sorpassarsi a vicenda, in una parola a trasformare la gita in una corsa vera e propria. Per un tratto, conduce il triciclo Pennington, poi la sua avanzata è interrotta dalla perdita di una ruota direttrice (il triciclo giungerà a Brighton in treno) e la leadership della gara passa ora alle Bollée ora alle Duryea, con le Panhard & Levassor alle calcagna. Le auto elettriche, alle prese con i previsti problemi di autonomia e quindi già partite con l'intenzione di non andare oltre Brixton, lasciano la strada e si dirigono verso la stazione ferroviaria, evidentemente per caricare le vetture sul treno.
A Croydon, al colle di Merstham, la strada è gremita da cima a fondo e si nota, tra l'altro, una sorprendente elevata presenza di donne in bicicletta. Attorno alle 12 e un quarto si profila la prima vettura: essa viene vista affrontare gagliardamente la salita. Si tratta di una vettura piuttosto piccola, non contraddistinta da alcun numero: risulterà essere una Duryea. Molti dei ciclisti presenti si divertono a seguire questa prima automobile lungo la discesa, probabilmente per misurarsi con essa. Non trascorrono che pochi minuti e già si profila il secondo veicolo: è il primo dei tricicli/tandem Léon Bollée, condotto da Léon Bollée in persona. Il suo incedere appare molto più rapido rispetto a quello della Duryea appena transitata. Transitano poi, nell'ordine: i tricicli/tandem Bollée di Camille Bollée e di H.O.Duncan, una Panhard & Levassor, la seconda Duryea, la Panhard & Levassor con il Conte di Wilchinsea, il triciclo Beeston-De Dion Bouton, la auto-pilota e via via gli altri. A Reigate, dove tra l'altro giunge il treno speciale noleggiato dagli organizzatori per trasportare tutti gli invitati che non hanno potuto prendere posto sulle autovetture, la folla è nuovamente tanta. La piccola località, appare assai graziosa malgrado il maltempo: tra l'altro fanno spicco alcune bandiere con la scritta “Reigate dà il benvenuto al progresso”.
Non tutti i concorrenti si fermano per il pranzo programmato al ristorante “Cervo bianco”: tutti coloro che hanno trasformato la gara da turistica a velocistica, tirano diritti. Così è per la Duryea (che è ancora la prima a transitare) e per i tre tricicli Bollée, che seguono la macchina americana distaccati rispettivamente di 3'09”, di 4'30” e di 11' circa. Brighton è vicina, il cielo si fa ancora più scuro e la pioggia scende copiosa, accompagnata da folate di vento. Le disposizioni degli organizzatori non vengono rispettate e tutti i concorrenti, anziché arrestarsi al Parco Preston per poi percorrere il tratto finale incolonnati dietro l'auto-pilota, fanno di tutto per giungere a Brighton il più rapidamente possibile, anche per mettersi finalmente al riparo dalla pioggia. Prime a giungere all'Hotel Metropole sono le due piccole Léon Bollée di Léon e Camille Bollée seguite, pare, da una Duryea (la cui terza posizione d'arrivo sarà oggetto di contestazioni) e da tre Panhard & Levassor.
Complessivamente raggiungono brighton 22 tra vetture e tricicli, ma il dato è assai poco significativo in quanto pare che alcuni abbiano caricato i propri veicoli sul treno per poi presentarsi candidamente all'arrivo. Col trascorrere delle ore, giungono anche notizie di alcuni incidenti che hanno turbato questa manifestazione un po' pazza. Il più grave si è verificato a Crawley, dove una Duryea ha investito una bimba, Dyer, ferendola in modo piuttosto grave. Pare che il pilota verrà riconosciuto non colpevole dal momento che la bimba, forse sfuggita alla custodia dei genitori, gli ha attraversato improvvisamente la strada.
Al di là dei risultati per così dire agonistici della gara, che vanno presi con beneficio d'inventario anche per la approssimazione dei controlli, non si può negare che la manifestazione sia comunque riuscita a concentrare su di sé l'attenzione di centinaia di migliaia di persone, rendendo un buon servizio alla causa che si proponeva: propagandare l'automobilismo.

### Volumi
Vedi Storia dell'automobilismo (1878-1894)#Bibliografia e, in aggiunta:
- Emanuele Alberto Carli, Settant'anni di gare automobilistiche in Italia, Roma [I], L.E.A. (L'Editrice dell'Automobile), 1967.
- Jean-Marie Leliévre e Jean-Robert Dulier. Conquete de la vitesse 1895-1900, Paris [F], Editions Automobiles Paul Couty, 1969.
- Autori vari, London-Brighton 1896, London [GB], The Autocar, 1896.
- Autori vari, Paris-Marseille-Paris, course de voitures automobiles, Paris [F], Publications du Journal Le Génie Civil per conto de L'Automobile Club de France, (fascicolo in fotocopia), 1896.